# 中国共产党
中國共產黨，簡稱中共，是中华人民共和国的執政黨。受十月革命影响，该党创立于中華民國北洋政府時期，由陈独秀和李大釗等领导组织，1921年7月23日由当时中国共产党早期组织正式组建为中国共产党，1922年加入由列宁领导的共产国际接受指导和援助，并与中國國民黨合作，共同发起国民革命运动。1927年第一次国共合作破裂後，两黨进行了長達10年的军事斗争。1930年代起，中國共產黨逐渐摆脱共产国际的影響，改由以毛泽东为领导的本土派掌权，随后于1931年成立了中國第一个由共产党建立和执政的苏维埃政权：中华苏维埃共和国。在抗日战争期间，共产党与国民黨进行了第二次国共合作，遂建立抗日民族統一戰線。1945年抗战胜利后，中国共产党组建并领导中國人民解放軍在第二次國共內戰中迫使中華民國政府及其领导的中華民國國軍迁往台湾，進而取得中国大陆地區及其絕大多數沿海島嶼的統治權，於1949年建立中华人民共和国，成为执政党并执政至今。自1980年代開始，中國共產黨開始排除意識形態問題和许多非共產主義的政黨建立关系，1989年东欧剧变和1991年蘇聯解體後，中國共產黨開始加强了和其它社會主義國家執政黨的交流。根据中共中央组织部公布的《中国共产党党内统计公报》，截止2024年底，中国共产党党员总数为10027.1万名，现有基层组织525.0万个，其中，基层党委30.6万个，总支部33.0万个，支部461.4万个。
中國共產黨的組織架構主要基於民主集中制，主張應共同維護已獲得共識的政策。中國共產黨最高领导機構是全國代表大會，每五年召開一次。中央委員會作為全國代表大會閉會期間的核心權力機構，每年至少召開一次全体會議。因此，常任職權和日常工作都由中央政治局和其常務委員會负责。目前中共中央及全党的最高领导职务是中國共產黨中央委員會總書記，其自江澤民時代起會同時擔任負責代表國家的中华人民共和国主席和負責党与国家軍事事務的中央軍委主席等職務。习近平自2012年11月的中共十八屆一中全會起至今担任中共中央總書記和中共中央軍委主席，同時也擔任中華人民共和國主席、中華人民共和國中央軍委主席等職務。由於中國共產黨是國內唯一的執政黨，且主導統轄包括黨、政、軍在內的諸多方面，因此黨的最高領導人也是國家實際上的最高領導人，其職務的政治地位和影響力較單純負責政務的國家元首或政府首腦要大與廣。
中國共產黨始終将实现共产主义视作其最高纲领，并將自身視為代表工人階級和劳动人民領導工农联盟和統一戰線的政黨。其中《中國共產黨章程》指出中國共產黨以馬克思列寧主義、毛澤東思想、鄧小平理論、“三个代表”重要思想、科學發展觀和习近平新时代中国特色社会主义思想作为指导思想和行动指南，並將中國共產黨表述為：「中國工人階級的先鋒隊，同時是中國人民和中華民族的先鋒隊，是中國特色社會主義事業的領導核心，代表中國先進生產力的發展要求，代表中國先進文化的前進方向，代表中國最廣大人民的根本利益。黨的最高理想和最終目標是實現共產主义。」
在毛澤東时期，中共领导下的中华人民共和国以苏联为师，进行社会主义改造，并建立起計劃經濟體制。此后中共提出了大跃进、人民公社等经济政策，并在“无产阶级专政下继续革命的理论”指导下发动了文化大革命。文革结束后，中共在十一届三中全会上调整了党的路线，要求实事求是，停止使用“以阶级斗争为纲”的口号，“文革”被中共彻底否定。鄧小平等人认可「實踐是檢驗真理的唯一標準」，决定改以经济建设为中心。此后邓主导了改革开放，改变缺乏弹性的计划经济体制，引入西方资本主义下的市场经济并建立社會主義市場經濟，从而发展出“中國特色社會主義”道路，又历经江泽民和胡锦涛时期。现任总书记习近平于2017年宣布“中国特色社会主义进入了新时代”。

## 名称标识

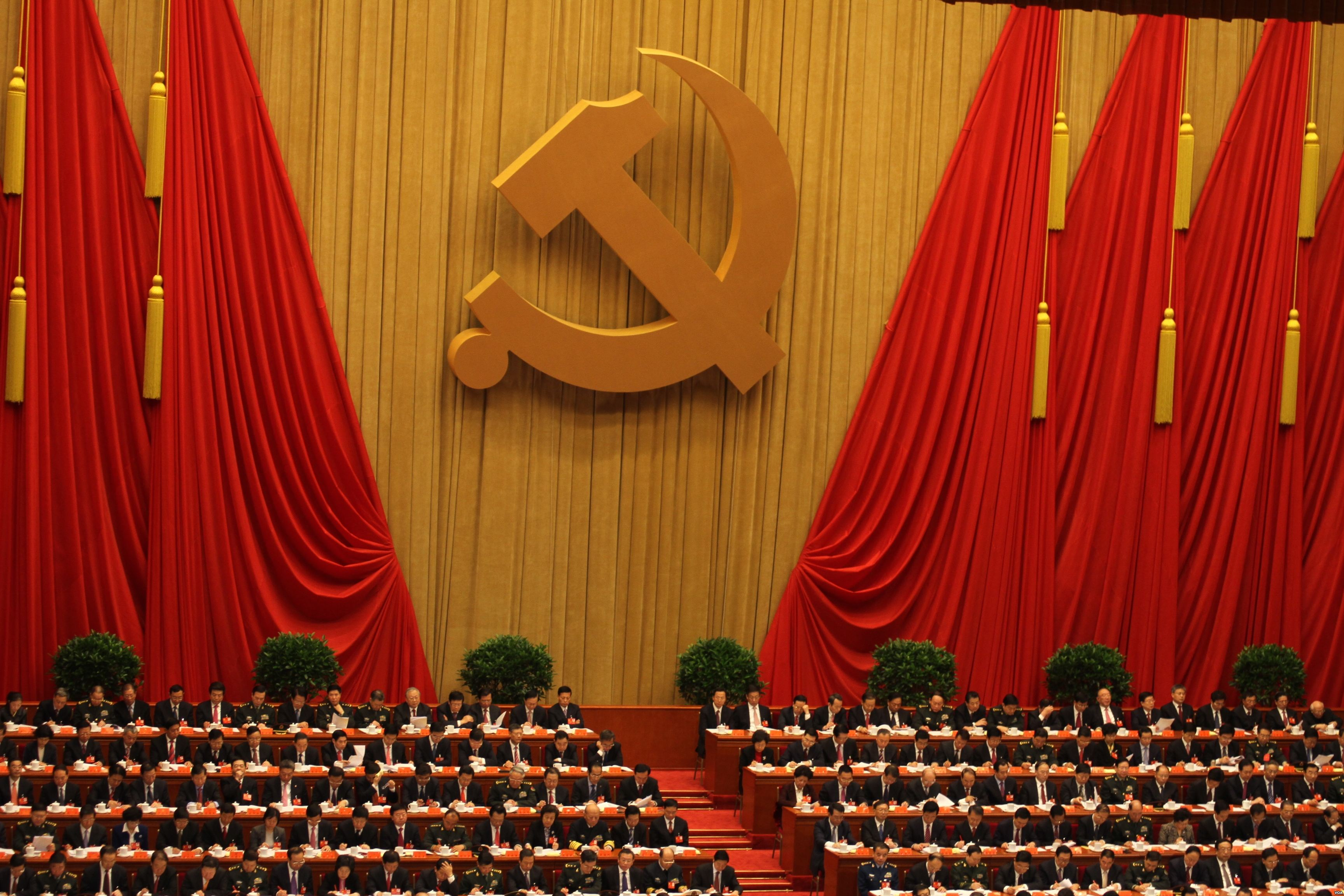
中國共產黨第十八次全國代表大會會場上的中國共產黨黨徽

1920年9月1日，党派名称最早在陳獨秀在《新青年》發表的《對於時局之我見》中稱為「社會黨」，後來改稱為「共產黨」。在1920年8月13日和9月16日，留學法國的蔡和森在給毛澤東寫的兩封信中詳細地研討了共產黨問題，並且首先提出：「先要組織黨——共產黨，因為它是革命運動的發動者、宣傳者、先鋒隊、作戰部。」對此他在考察俄国共产党（布尔什维克）等歐洲各國共產黨後提出具體的建黨步驟，其中包括宣告正式成立中國共產黨。而當時人在上海市的陳獨秀與人在北京市的李大釗、張申府也通過信函討論名稱問題，最後決定採用「共產黨」作為中國無產階級政黨的名稱。中国共产党的党歌事实上是《国际歌》，但並未正式写入《中国共产党章程》。
中國共產黨早期發展時並沒有設計統一官方標準的標誌，而是允許個別黨組織參考蘇聯共產黨製作標誌。1942年4月28日，中國共產黨中央政治局下令制定統一的官方標誌，在決定中提到「中共黨旗樣式寬闊為三與二之比，左角上有斧頭鐮刀，無五角星，委託中央辦公廳制一批標準黨旗，分發各主要機關」。1996年9月21日，中央办公厅印发《中国共产党党旗党徽制作和使用的若干规定》，指出，“党旗党徽是中国共产党的象征和标志”，“中国共产党党旗为旗面缀有金黄色党徽图案的红旗”，“党徽为镰刀和锤头组成的图案”，“旗面长宽之比为3∶2，旗面左上方1/4部分缀党徽图案”等。
中國共產黨黨旗採用紅色背景視為象徵革命、鎚子鐮刀象徵工人和農民的工具，黃色標誌則象徵光明，這也意味著中國共產黨代表人民群眾及其利益。發展至今日中國共產黨黨旗具有5種尺寸，其尺寸分別為橫388公分，豎192厘米（1號）；橫240公分，豎160公分（2號）；橫192公分，豎128公分（3號）；橫144公分，豎96公分（4號）；橫96公分，豎64公分（5號）。1966年9月21日中共中央辦公廳印製《中國共產黨黨旗黨徽製作和使用的若干規定》，其中指出中國共產黨的黨徽黨旗是中國共產黨的官方符號和象徵。之後則于2002年11月在中國共產黨第十六次全國代表大會通過《中國共產黨章程》修正案，在新增加的第53條中提到：「中國共產黨的黨徽黨旗是中國共產黨的象徵和標誌。黨的各級組織和每一個黨員都要維護黨徽黨旗的尊嚴。」2021年6月26日，中共中央发布《中国共产党党徽党旗条例》，进一步明确了党旗和党徽的制作、使用等有关规定。并在其附录中对党旗、党徽的制作标准及方法进行了详细说明。
中国共产党的官方英文名称为“Communist Party of China”，缩写为“CPC”。而西方媒体更常使用“Chinese Communist Party”作为其英文名称，缩写为“CCP”。

## 歷史发展
中国共产党是马克思列宁主义同中国工人运动相结合的产物，是在俄国十月社会主义革命和中国五四运动的影响下，在列宁领导的共产国际帮助下诞生的:3698。

### 党的成立与早期活动

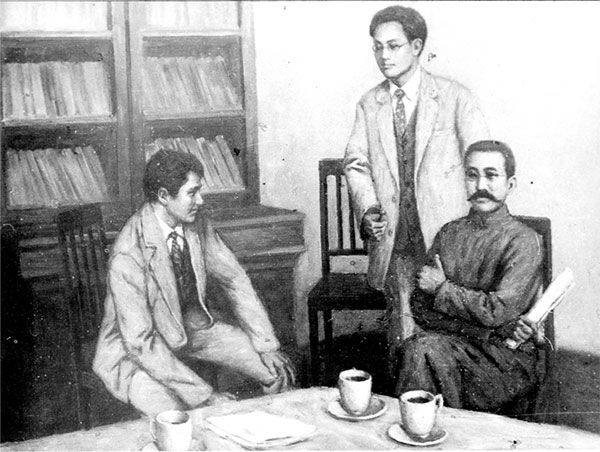
1920年時，李大釗與吳廷康在北京會面，先進行創黨準備事宜的討論，並介紹了在上海的陳獨秀，後並稱「南陳北李」。

1917年俄國十月革命成功後，共產主義思想传入中國。1919年3月，共产国际在莫斯科宣告成立，鼓勵全世界無產階級推翻資產階級的統治，進而建立無產階級專政。五四運動中，中國無政府主義、共產主義等激進意識形態開始与社会運動結合，許多学者於中國各地建立起共產主義研究小組。其中，陳獨秀是首位公開支持列寧主義與世界革命的中國知識分子。1920年4月，新成立的俄共（布）远东局派遣吳廷康等人作為代表前往觀察中國狀況，计划在上海建立第三國際東亞書記處並且在中國組建共產黨。吳廷康隨後在翻譯楊明齋陪同下先是前往北京與李大釗會面，之後則到訪目的地上海，和陳獨秀共同商討建黨問題。同年8月，陳獨秀、李漢俊、李達、陳望道、俞秀松等人在上海組織成立了“中國共產黨”，並且推選陳獨秀為書記，後來在上海組建的这個中國共產黨組織被稱為「上海共產主義小組」。中国学界一般将它的成立，视为宣告中国共产党成立。次年，举行的中国共产党第一次全国代表大会，剛組建的中国共产党正式成立並開始運作。
上海共產黨早期組織成立後，實際上成為中國各地建黨活動的聯絡中心。1920年10月，李大釗、張申府和張國燾發起成立北京共產黨早期組織，並且由李大釗擔任負責人。此后，羅章龍、劉仁靜、鄧中夏、高君宇、何孟雄、繆伯英、范鴻劼、張太雷等北京大學馬克思學說研究會成員先後加入。儘管李大釗和陳獨秀就是否要在中華民國政壇從事政治改革之論點有所差異，然而兩人都把俄國十月革命作為開創性的行動，認為它預示著許多被壓迫的國家即將進入新的時代。1920年秋季，施存統、周佛海在日本建立旅日共產黨早期組織，由施存統為負責人。同年秋冬之際，毛澤東、何叔衡等人在長沙以新民學會骨幹為核心，秘密組建共產黨早期組織。1920年年底至1921年年初，王盡美、鄧恩銘等人則在濟南建立共產黨早期組織。1921年春季陳獨秀聯合譚平山、陳公博、譚植棠等人重新組建廣州共產黨早期組織，並且先後由陳獨秀和譚平山擔任書記。同一年張申府、周恩來、趙世炎、劉清揚等人在法國巴黎也建立了由留學生組成的共產黨早期組織，並以張申府為負責人。中国当代学术界，将这八个小组视为中国共产党的启始阶段，统称为中国共产党早期组织。這些在各地成立的共產主義小組最早參考了列寧所提出的先鋒主義運作，並且被蔡和森等學術界視為中國共產黨的雛形。這些共產主義工作小組成員有組織且有計劃地擴大有關馬克思主義的研究和宣傳，並且批判各類反對馬克思主義的思想；同時還在各個地方還發起建立社會主義青年團、創辦工人刊物、開辦工人學校，並且領導工人成立工會以發動工人運動，這些進一步促進了馬克思主義理論和工人運動的結合。其中在1920年9月，上海共產主義小組把《新青年》雜誌改為自身公開刊物，同年11月又創辦了在中國各個主要城市秘密發行的《共產黨》月刊。新青年出版社還翻譯《共產黨宣言》、《國家與革命》等馬克思列寧主義著作，以及發行多份宣傳馬克思主義的小冊子。各地共產主義小組也積極創辦了以工人為主要讀者的通俗刊物，藉此對工人進行階級意識的啟蒙教育，這包括有上海發行的《勞動界》，北京發行的《勞動音》和《工人月刊》、濟南發行的《濟南勞動月刊》、廣州發行的《勞動者》等。各地共產主義小組以此為基礎積極深入工人群眾，進而舉辦工人夜校和建立工會組織，同時還在各地組織社會主義青年團。

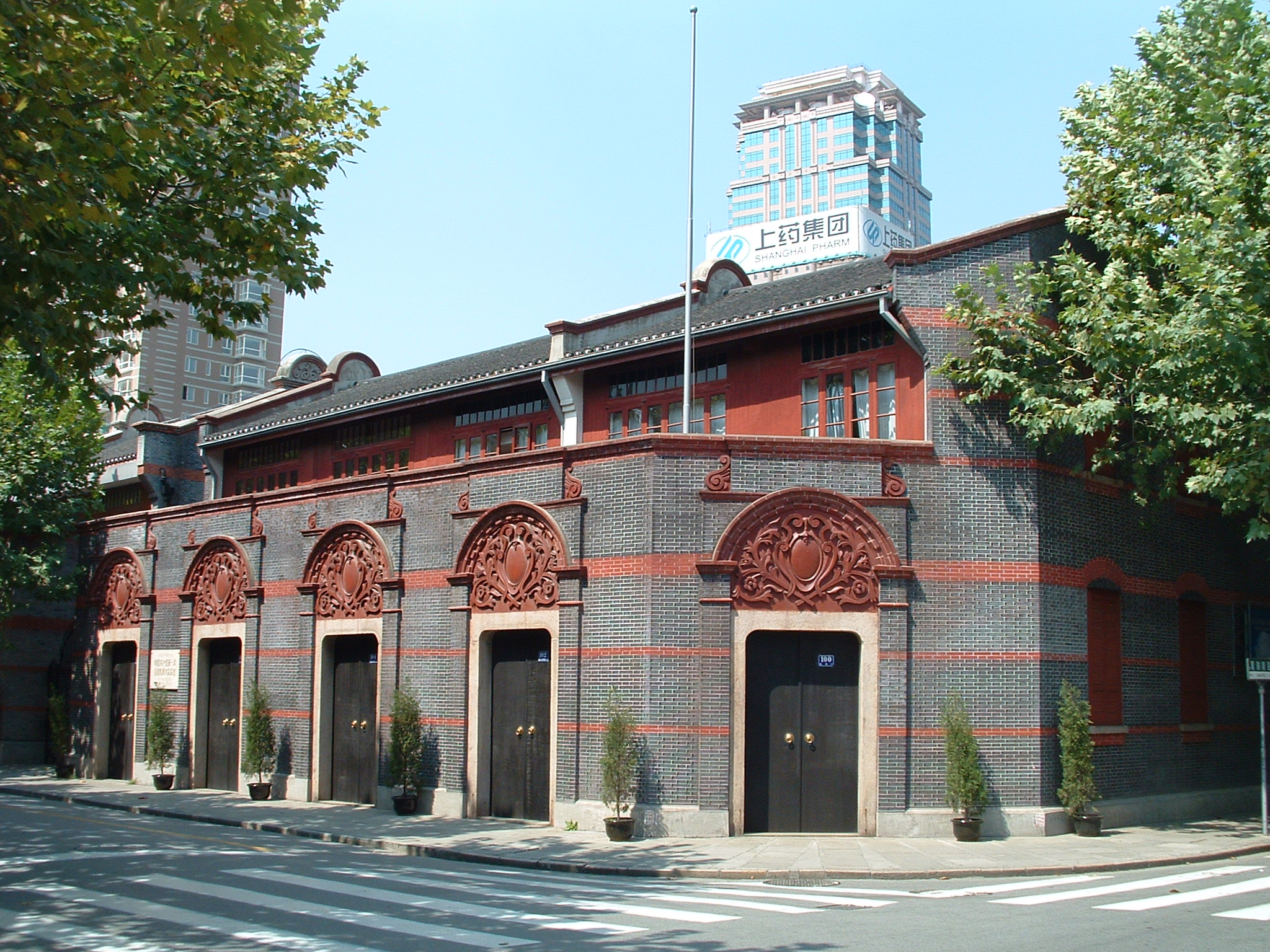
剛組建的中國共產黨第一次全國代表大會會議地點，但議程最終是在一艘船上（南湖紅船）完成的。

從1920年開始，有關共同組建團體以改革中國社會的思想成為普遍的共識。1921年6月第三國際派遣馬林等人前往上海協調召開全國代表大會，進而组建中國共產黨。1921年7月23日，來自中國北京、漢口、廣州、長沙、濟南等地和日本的13名共產主義小組代表與2名第三國際代表全部抵達上海法租界召開代表大會。7月30日，上海會場遭到警方搜查，會議地點轉往浙江嘉興的嘉興南湖一艘遊湖船上進行。第一次全國代表大會宣布建立中國共產黨以及其宗旨和原則等決議，並且制定有關工作機構和工作計畫的臨時性綱領。在第一次全國代表大會上還選舉陳獨秀、張國燾、李達三人組成的中國共產黨中央局為領導機構，分別由陳獨秀擔任書記一職，而張國燾和李達分別負責組織與宣傳工作。在1922年7月的第二次全國代表大會上明確提出了中國共產黨的最高綱領和最低綱領，同時還通過加入共产国际而成為其分支機構的決議，同意接受共产国际的指導。其中中國共產黨將自身定位在實施列寧主義路線的共產主義革命政黨，同時作為左派政黨而與當時其他右翼政黨爭奪政治權力。當時中國共產黨發展初期絕大部分運作經費是由總部設在莫斯科的第三國際所提供，其作為國際共產主義運動的一部份而接受第三國際的指揮。而後者提供的資金來源除了美元和盧布外，還包括有貴重的珠寶、鑽石、鴉片等。1923年1月12日，第三國際作出《共產國際執行委員會關於中國共產黨與國民黨關係問題的決議》，系統性地闡述了對於國共合作問題的指導性意見。1923年6月，中國共產黨第三次全國代表大會提出全體中共黨員以個人名義加入中國國民黨、並與中國國民黨建立「革命統一戰線」的方針。隔年1月召開的中國國民黨第一次全國代表大會，同樣也確定了「聯俄、容共、扶助農工」的三大政策。之後10名中國共產黨黨員入選成為中國國民黨中央執行委員會委員或者候補中央執行委員會委員，至此形成第一次國共合作關係。但是當孫中山於1925年3月逝世後，蔣中正開始排斥中國共產黨。1926年3月中山艦事件後，國共關係陷入緊張。1927年，蔣中正率領部隊進駐當時由共產主義武裝成員控制的上海，并於1927年4月12日發起大規模捕殺中國共產黨黨員和支持人士的四一二事件。之后蔣中正試圖進攻武漢，但是遭到中國共產黨將領葉挺軍隊的阻攔。與此同時，蔣中正許多盟友張作霖、何鍵等也开始打擊中國共產黨。在這次清黨过程中，中國共產黨党员人数从25,000多名锐减至10,000人。清党初期，中國共產黨仍支持武漢國民政府，但在7月12日后則遵照第三國際的指示改組中央領導機構，退出國共合作統一戰線。7月15日，以汪精衛為首的武漢國民政府宣布停止與中國共產黨的合作，開始清除所有原本在中國國民黨內部的中國共產黨黨員，第一次國共合作全面破裂。

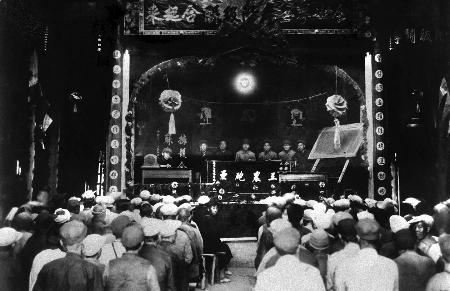
1931年，中國共產黨於江西省瑞金縣舉辦中華蘇維埃共和國開國典禮

1927年8月1日，中國共產黨將領周恩来、叶挺、贺龙、朱德率領部隊发动南昌起義。由于不斷遭到國民政府部隊的攻击而被迫南撤至汕頭，最後被趕至福建省边區。隨後中國共產黨於8月7日召開八七會議，確定武力奪取政權的方針。隔天，汪精衛在武漢下令處決中國共產黨黨員。9月，中國工農紅軍的毛澤東以長沙為據點，在湖南省、江西省發動秋收起義。在9月15日認定進攻長沙失敗後，他率領1,000多名倖存者往東前往位於江西省的井岡山。12月11日，中國共產黨發動廣州暴動並且宣布成立蘇維埃政府，但隨即被張發奎率兵鎮壓。1928年4月28日，朱德的南昌起義部隊與毛澤東的秋收起義部隊在江西省井岡山會師，並於1928年5月合併組建為中國工農紅軍。後來中國共產黨便在其軍隊勢力範圍內展開土地改革，並與國民政府派遣的國民革命軍在1930年至1934年間發生5次反圍剿戰爭。另外在黨內自身政治結構上，1927年8月13日時中國共產黨中央領導機構發出第44號通告，進而發起反對托洛斯基主義鬥爭外。而中國共產黨原先在城市的組織系統遭到破壞也促使得黨內制度的變革，除了原本作為革命組織政黨的中國共產黨確立採取民主集中制，並建立中國共產黨中央政治局、而由其成員擔任中央委員會常務委員。這樣的改組結果增加中國共產黨內部的集權狀態，同時新成立的中央政治局含原先實際掌握權力的中央執行委員會在各個層面有所重疊。1929年中國和蘇聯因為中東路事件而在中國東北地區爆發戰爭，陳獨秀等人因為反對中國共產黨內部的「武裝保衛蘇聯」方針而被開除黨籍。自此中國共產黨內部早期知識派系因而失勢，爾後陳獨秀於1931年5月1日在上海托洛斯基主義組織统一大会上成為“中国共产党左派反对派”總書記。而在陳獨秀遭開除黨籍後，1929年至1930年則由李立三實際掌握政黨組織。但是李立三的一連串錯誤決策反而讓中國共產黨一度接近瓦解狀態，之後第三國際開始積極介入並且在1930年取得主導權。1931年九一八事變爆發後，中國共產黨在蘇聯支援下於11月7日在江西省瑞金縣成立中華蘇維埃共和國；其中中華蘇維埃共和國在該區頒布憲法以及發行貨幣，並且在隔年10月召開的寧都會議上解除毛澤東的軍權。不過在1934年第五次圍剿戰爭爆發後，中國工農紅軍主力被迫從瑞金縣撤退展開長征，期間與國民政府部隊多次交火而損失慘重。此時一連串與中國國民黨為首的國民政府部隊的衝突，使得中國工農紅軍內部被迫重組，主要由中國共產黨的政治部門負責領導和監督部隊；並且自1934年5月開始，由博古、李德和周恩來組成的三人團作為當時為中國共產黨最高領導圈。

### 毛泽东逐渐确立领导地位
1935年1月，長征途中的中國工農紅軍第一方面軍在遵義市召開中國共產黨中央政治局第一次擴大會議，博古和李德的軍事路線遭到毛澤東等人批判。會議結束後毛澤東重新獲得軍事領導權，並且和周恩來與王稼祥確立為軍事最高領導。儘管當時政黨事務依然由第三國際所掌控，然而這時毛澤東已經成為中國共產黨的非正式領導者，而擔任正式主管的周恩來和張聞天則成為他的非正式代表。同年8月時，在毛兒蓋召開的沙窩會議上確立由張聞天、毛澤東和周恩來擔任中國共產黨最高領導圈。到了同年10月中國工農紅軍第一方面軍抵達陝西省延安市，與部署在陝北紅軍會合。1936年10月中國工農紅軍三大主力在甘肅省會寧縣會合，長征宣告結束。而在1936年5月時，中國共產黨遵照蘇聯「聯蔣抗日」的明確裁示，由中國工農紅軍在陝北地區提出「逼蔣抗日」的方針，呼籲中國國民黨中央高層「集中國力，一致對外」。同年12月爆發西安事變，蔣中正因而被迫接受「停止剿共、一同抗日」的要求。1937年7月日本發動七七事變，中國抗日戰爭因而全面爆發。中國共產黨和中國國民黨隨後暫緩衝突，針對日軍入侵中國組成統一戰線，進而展開第二次國共合作。同年8月22日，陝北地區的中國工農紅軍納入國民革命軍而改編為八路軍；到了10月，位於南方的中國工農紅軍游擊隊整編為國民革命軍的新四軍。儘管中國共產黨和中國國民黨在名義上維持合作關係，但是在1940年時雙方便結束所有合作關係。原因在於儘管正式結為統一戰線，中國共產黨利用這次機會擴大和發展自身獨立的根據地，進而為之後可能與中國國民黨間爆發的戰爭做出準備。為此中國國民黨自1939年開始限制中國共產黨的擴張，但這導致中國共產黨的部隊和中國國民黨的軍隊間經常發生衝突。但是由於雙方不希望在面對日本入侵時爆發內戰，使得有關的衝突一度逐漸減少。

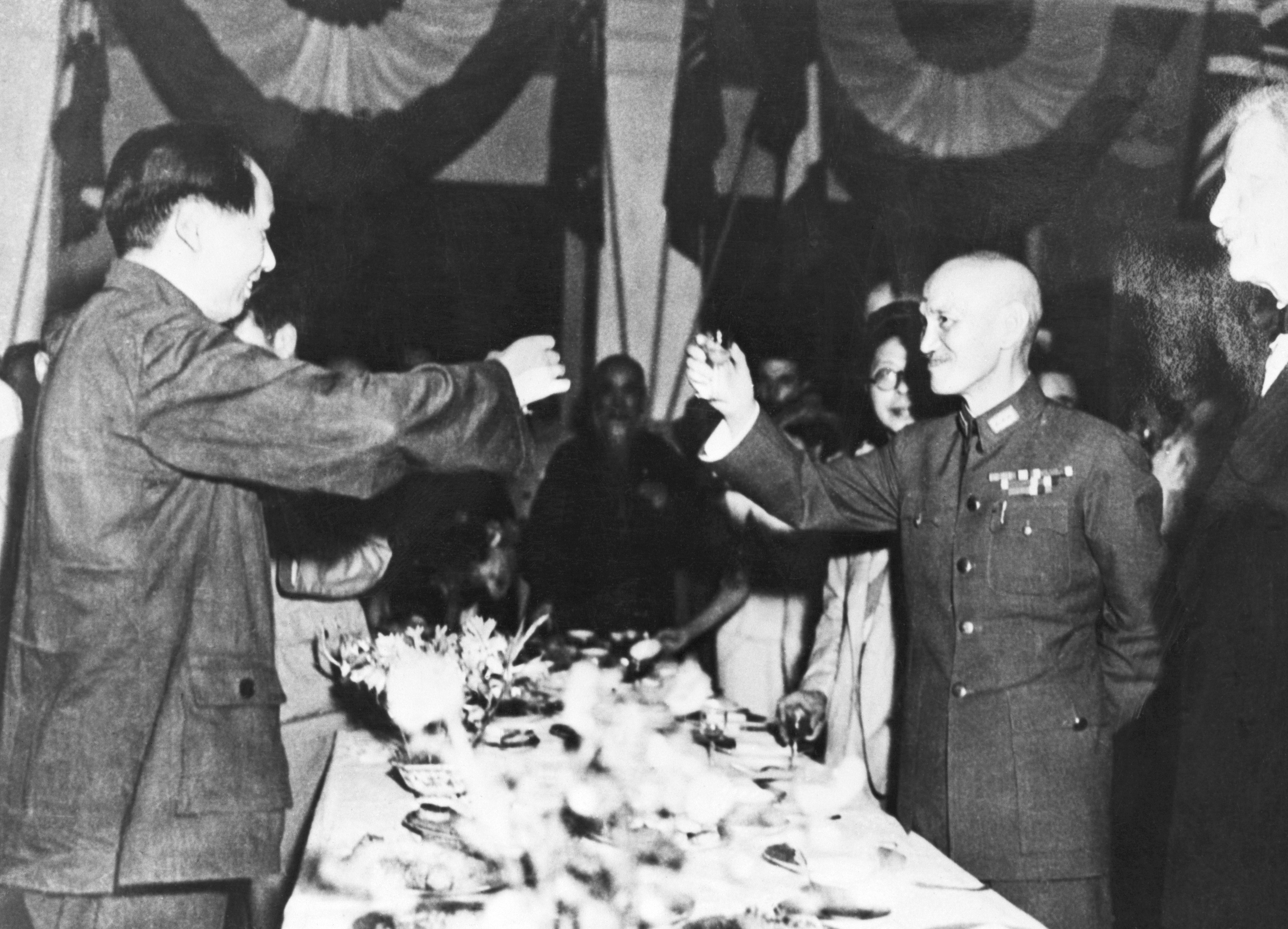
第二次世界大戰結束後，毛澤東和蔣中正相互敬酒

自1940年代開始，中國共產黨內部意識到要摆脱外國勢力的影響才能取得政權，因此展開整風運動，排除以王明為首的第三國際代表在黨內的影響，將毛澤東的理論與原先的馬克思列寧主義視為指導思想。自1943年開始，中國共產黨積極擴大自身的根據地。通过1945年《關於若干歷史問題的決議》和中國共產黨第七次全國代表大會，毛澤東確立了中國共產黨黨內的領導地位，當選首任中央委員會主席。1945年8月日本投降後，國共兩黨经过談判，於10月10日簽署《雙十協定》。隔年雙方則召開政治協商會議並通過和平建國綱領等5個決議案，表示同意共同實現民主憲政。之後雙方分別在1946年2月底達成整軍方案，以及在同年3月底達成《東北停戰協定》。不過直到1946年6月中國共產黨和中國國民黨間的和平談判結束為止，雙方並沒有達成實質效力的共識。而當時中國國民黨領導的國民革命軍比起中國共產黨部隊的兵力還要多出3倍，因此在整體軍事實力上來說似乎更佔優勢。這使得中國國民黨所領導的國民政府在美國和日本合作下，很快便重新接收中國絕大部分地區。然而，儘管當時中國國民黨轄下的國民革命軍擁有200萬兵力，但是仍然無法擊敗較為弱勢的中國共產黨部隊，也遲遲無法重新取得中國共產黨作為據點的農村地區。大約在同一时期，中國共產黨部隊則得到了来自蘇聯的援助，並且大规模地向东北地区扩张势力。1946年7月至1947年6月期間，中國國民黨所控制的主要城市數量大幅增加，其中甚至还包括曾被中國共產黨作為總部的延安市。然而，中國國民黨並沒有因此獲得更多優勢，原因在於中國共產黨已經戰術性地撤離城市，並且轉而煽動居住在城市的學生和知識份子等人發動抗議行動，進而抨擊中國國民黨為首的政府發動內戰，而對此中國國民黨則往往大力鎮壓民眾作為回應。在此期間中國國民黨內部的各個派系開始與蔣中正為首的執政派系爆發權力內訌，反對蔣中正在中國國民黨黨內實施專制統治，這削弱了中國國民黨應對中國共產黨攻擊的能力。其中在國民大會召開期間，當時由中國國民黨所主導的國民政府下令停戰，但是後來中國國民黨與中國共產黨雙方仍然因為《中華民國憲法》通過事宜而決裂。儘管國民政府也應美國政府代表馬歇爾的要求呼籲中國共產黨與之和談，但是中國共產黨南京市代表陸定一拒絕這建議，自此國共談判完全破裂而使得第二次國共內戰爆發。1947年7月至1948年8月期間中國共產黨開始發起有限的反攻行動，並將目標明確訂為從華中地區發展至華北地區，以及重新收復中國東北地區。而當時中國國民黨率領的國民革命軍本身則出現大量軍人逃兵，其中在1948年中華民國國軍從原先有的200萬人兵力減少至100萬人左右。1948年9月至1949年6月，中國共產黨憑藉三大戰役和渡江戰役基本上消滅中華民國國軍主力部隊，進而讓中國國民黨掌管的地區面積快速減少，中華民國政府在中國大陸的統治權則逐漸喪失。

### 建立全国政权与前三十年建设

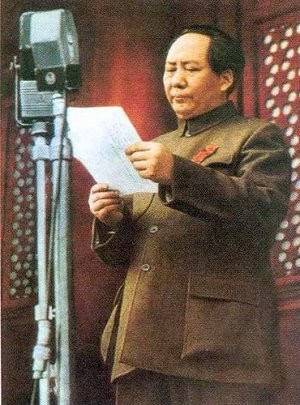
毛澤東宣布中華人民共和國成立

1949年10月1日，毛澤東在北京市宣布中華人民共和國成立。此后，中國共產黨逐渐占領中國大陸和絕大多數沿海島嶼，迫使中國國民黨执政下的中華民國政府在同年12月撤往臺灣地區。而此時中國大陸由毛澤東以及其所領導的中國共產黨統轄，主要依照馬克思列寧主義原則所建立。1950年10月，中共中央决定派中國人民志願軍前往朝鮮半島參與韓戰，直至1953年朝韩雙方簽署停火協議。中國共產黨在1951年時發起三反五反運動，並且在隔年提出生產資料所有制的社會主義改造後宣布成為社會主義國家。1956年推出百花齊放、百家爭鳴的方針，不過到了1957年發起了整頓思想的反右運動，並因為國內階級鬥爭形勢估計過於嚴重而被嚴重擴大，大批知識分子因而被劃成右派成員。1958年至1960年，中國共產黨發動主張「超英趕美」的大躍進，反而造成國民經濟的倒退和大饑荒的發生。其中1959年廬山會議上，毛澤東因為彭德懷等人的異議而下令發動反右傾運動，一直到1962年七千人大會召開後才得以制止。與此同時，中國共產黨和蘇聯共產黨因為意識形態差異而宣告决裂。

1966年8月18日，毛泽东第一次接见红卫兵，接受紅衛兵們「毛主席萬歲，萬萬歲！」的歡呼

此時期毛澤東主張儘管社會主義革命似乎獲得成功，但是社會內部的階級敵人仍然持續存在，加上與國家主席劉少奇等人的矛盾加深，進而提出「無產階級專政下繼續革命」之觀點。1966年2月3日，中國共產黨透過文化革命五人小組發表《二月提綱》，文化大革命正式展開。在這之後引起長達10年激烈的一系列政治鬥爭，直到1976年毛澤東逝世及四人幫遭到瓦解，持續十年的文化大革命結束。

### 改革开放以后

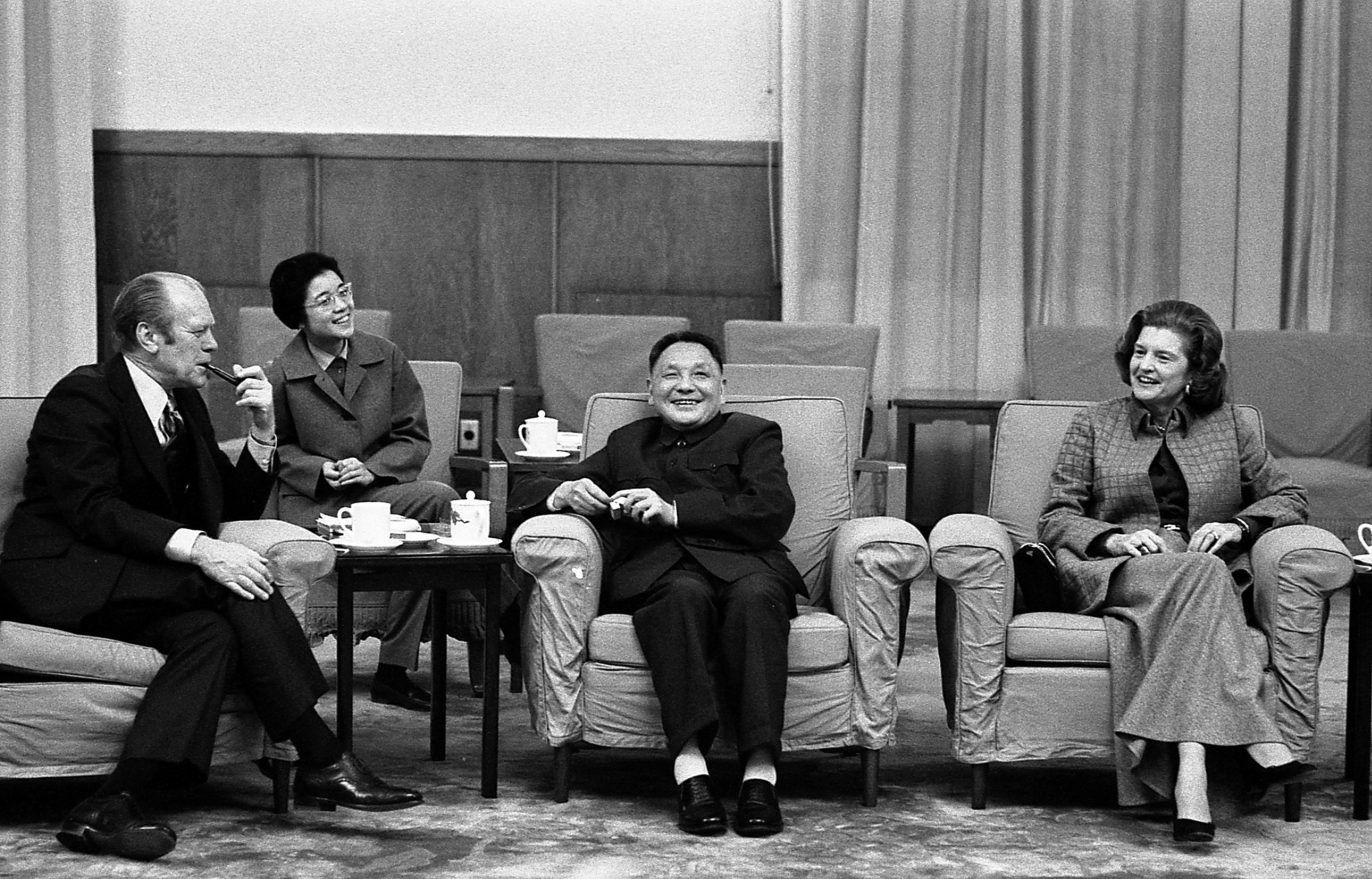
1975年，中國國務院副總理鄧小平和美國總統福特在北京市展開非正式會談

1976年毛澤東逝世並逮捕四人幫成員後，華國鋒和鄧小平為了取得中國共產黨的最高領導權而爆發權力鬥爭，最後由鄧小平一派贏得鬥爭而掌握中國共產黨的最高領導權。其中鄧小平聯合陳雲和李先念推動改革開放政策，並且提出了中國特色社會主義的思想觀念。為了扭轉毛澤東極左派政策所帶來的影響，鄧小平認為一個社會主義國家可以排除資本主義思想而採納其市場經濟政策，並且在中國共產黨仍維持其自身政治權力的情況下，透過政策的轉變帶來顯著的經濟增長。1978年中共十一屆三中全會召開後，中國共產黨放棄階級鬥爭方式而轉向改革開放，並且逐步建立鄧小平在中國共產黨黨內之領導地位。1979年時，中華人民共和國因為邊境問題而與同樣是社會主義國家的越南爆發中越戰爭。

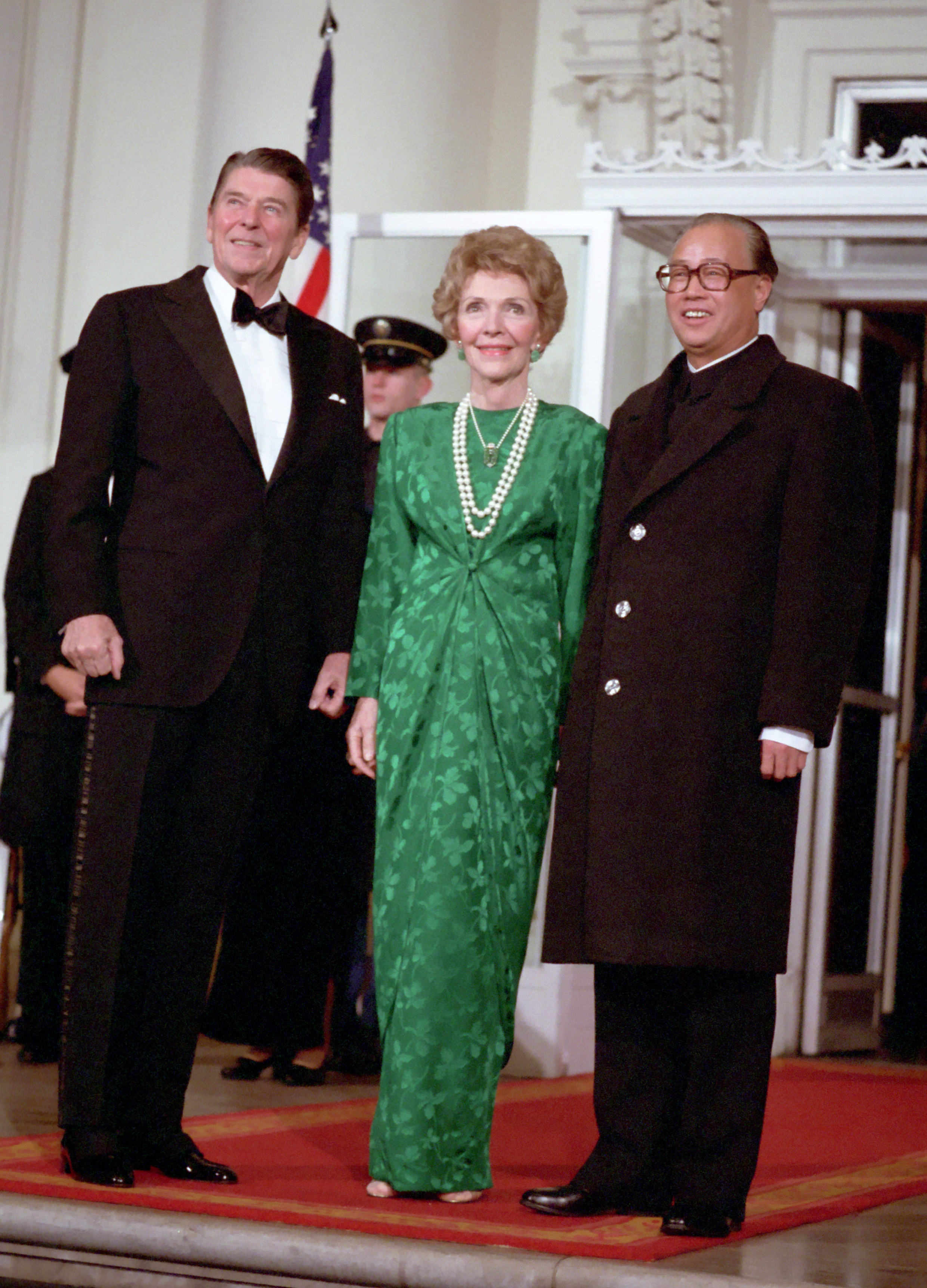
1984年，时任国务院总理的赵紫阳（右一）访问美国，与美国总统里根夫妇晚宴前合照

1981年中國共產黨第十一屆中央委員會通過了《關於建國以來黨的若干歷史問題的決議》，其中華國鋒被迫辭去中國共產黨中央委員會主席和中國共產黨中央軍事委員會主席的職務，鄧小平在中共黨內的領導地位得到確立。不過為了解決中國共產黨內部的資深黨員安排問題，鄧小平在中國共產黨第十二次全國代表大會和第十三次全國代表大會期間、設立了2屆在中國共產黨中央委員會領導下的中央顧問委員會。然而鄧小平所提出的新思想很快遭到毛澤東思想支持者與政治自由化支持者質疑，同時改革開放政策也引發許多社會問題。其中在1986年時中國社會便因為許多社會因素而爆發許多學生運動，並且於隔年年初使得中共中央总书记胡耀邦因為被批評反對資產階級自由化不力，而被迫辞职，由赵紫阳接任。1989年4月15日，胡耀邦逝世，引發學生和群眾的悼念活動，進而促使大規模學生示威活動。面对示威中出现的种种群体行为，中國共產黨機關報《人民日報》於4月26日發布社論《必須旗幟鮮明地反對動亂》，指責此次事件為「動亂」並且表示應該採取堅硬措施以制止動亂，随后部分激进学生绝食抗议使局勢升級。5月19日晚間，國務院決定在首都部分地區實行戒嚴，不過戒嚴部隊被許多北京市市民阻攔而未能入城。最终中國共產黨高層和中央軍事委員會決定採取強硬措施，并於6月3日晚间派遣中國人民解放軍進入天安門廣場實行武力清場。途中軍方與群眾和學生爆發流血衝突，军队开枪射杀了很多平民，反抗的平民也导致了十四位军人的死亡（平民和军人的死亡人数至今仍有很大的争议），清场行动引來西方社會的全面譴責。

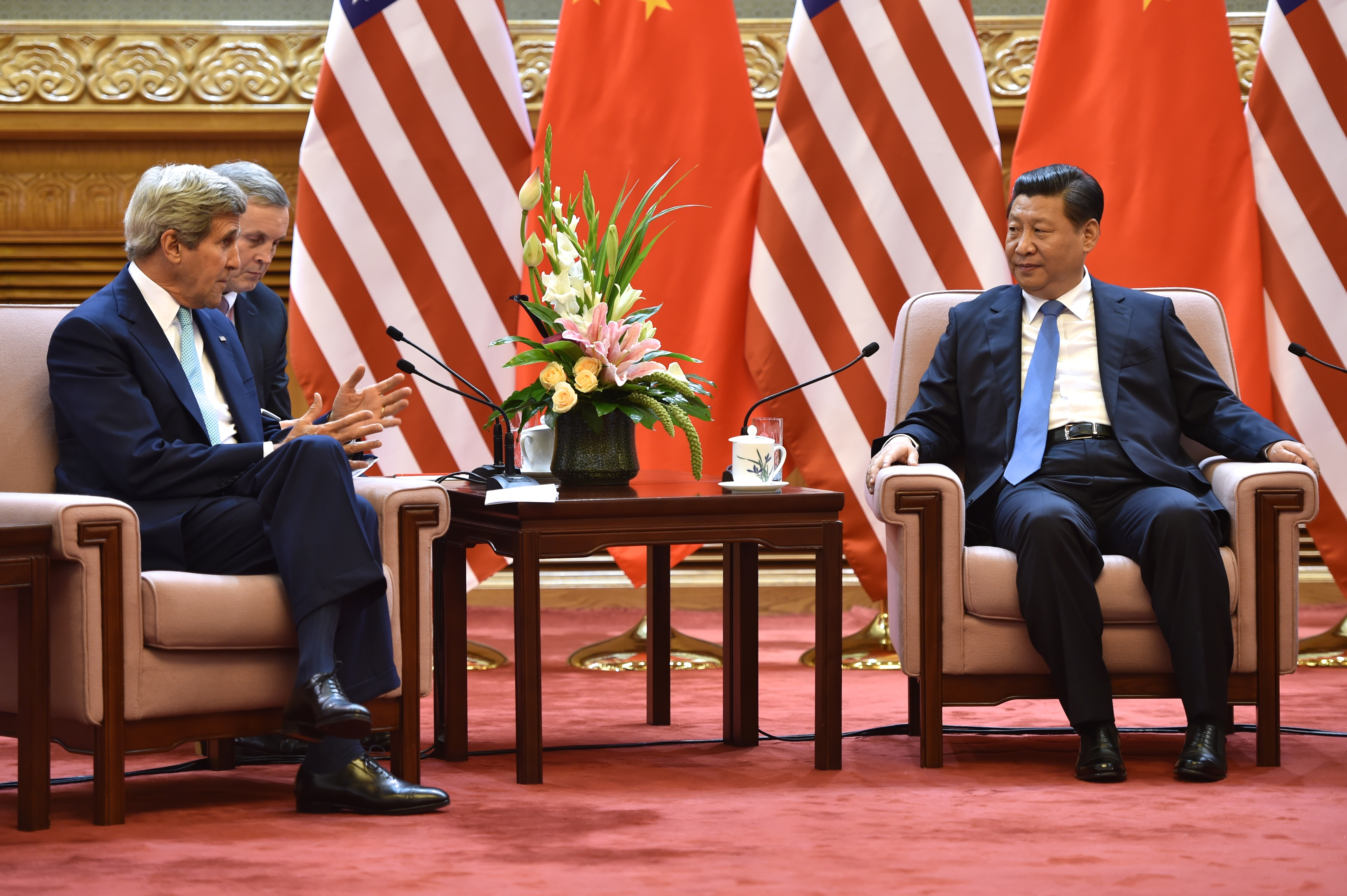
中共中央總書記習近平和美國國務卿凱瑞展開對談

在示威运动結束後，中共十三屆四中全會召開。在會議中決定撤銷趙紫陽的中國共產黨中央委員會總書記等職務，由江澤民接任，確立其黨內的領導地位，並且建立包括李鵬、朱鎔基等人的第三代中央領導集體。而儘管此次示威一度使改革開放政策暫緩，1990年代初期有關社會主義市場經濟之政策重新獲得施行，這讓鄧小平的經濟學觀點重新獲得重視。1997年中國共產黨第十五次全國代表大會上，鄧小平所提出的觀點正式加入《中國共產黨章程》，與原先的馬克思列寧主義和毛澤東思想同樣列為指導思想。中國共產黨中央委員會總書記江澤民繼承鄧小平在1980年代「最高領導人」的位置，並延續後者絕大部分政策。隨後江澤民則提出了三個代表重要思想，主張中國共產黨應代表中國先進社會生產力的發展要求、先進文化的前進方向以及要眾多人民的基本利益；2001年7月1日，江泽民在庆祝中共成立八十周年大会上提出可以吸納民營企業家加入中國共產黨。2002年中國共產黨第十六次全國代表大會上，三個代表思想獲得批准並修訂至《中國共產黨章程》中，並且作為中國共產黨的指導方針。在三個代表思想中，透過制定理論的方式讓民營企業家和入境資產階級分子得以合法加入中國共產黨。2002年11月中國共產黨第十六次全國代表大會和中共十六屆一中全會召開，胡錦濤當選中國共產黨中央委員會總書記而接替江澤民黨內最高領導人位置，並且和吳邦國、溫家寶、賈慶林等人組建第四代中央領導集體。
第四代中央领导集体把重點放在集體領導上，而反對單一個人在政治體系中佔有主導地位。由於過去中國政府主要注重經濟增長，反而促成一系列嚴重的社會問題發生。為了解決這些問題，胡錦濤提出在社會主義社會發展科學發展觀和和諧社會這兩個主要思想。其中科學發展觀在2007年10月21日召開的中國共產黨第十七次全國代表大會上列入《中國共產黨章程》修正版中，但一直到2012年11月14日的中國共產黨第十八次全國代表大會上才視為指導方針。胡錦濤在2012年11月召開的中國共產黨第十八次全國代表大會和中共十八屆一中全會上卸去中國共產黨中央委員會總書記和中國共產黨中央軍事委員會主席職務，並且由新選出的習近平接替這兩個職位，之後與李克強等人組建第五代中央領導集體。習近平上任後不久便展開數十年來最為積極的反腐敗工作，但與此同時開始整合中國共產黨中央委員會總書記作為最高領導人的權力，這使得外國評論家認為其破壞集體領導制度、而朝向毛澤東的個人獨裁統治方式。在2017年10月24日，中国共产党第十九次全国代表大会通过了关于《中国共产党章程（修正案）》的决议，将习近平新时代中国特色社会主义思想写入党章，由此习近平成为继毛泽东、邓小平之后第三位将自己的名字写进党章的中国共产党领导核心。

## 领导制度

### 政治體制
中國共產黨創建之初便以蘇聯共產黨為榜樣，採取了蘇聯共產黨的組織模式，後來也接納了列寧的「黨的領導體制」和史達林的「無產階級專政體制」理論和實踐經驗。在政治體制建設方面基本上則是採納了史達林主義，也就是在每個非共產黨機關內部都設有嚴格服從共產黨的組織，並且建立了共產黨中央對国家的一元化領導制度。1949年11月，中华人民共和国各级人民政府均设置了党委会。1958年，中共中央成立直屬中央政治局和中央书记处的中央財經、政法、外事、科學與文教小組，小組組長基本上由中央政治局常委擔任。今日中國共產黨在中央和地方国家機關、人民團體、經濟組織、文化組織等机构中設有黨組，作为中国共产党基层组织。
中國共產黨同時也提出中國共產黨領導的多黨合作和政治協商制度，也就是在中國共產黨領導下與8個民主黨派合作和協商，進而組成統一戰線。這些政治協商必須接受中國共產黨領導，主要參與成員還包括有群眾組織、民主黨派以及各個行業的代表。而在其政治制度理論上，透過正式協商制度能夠有助於中華人民共和國政治、經濟、文化和社會飾物等各個層面的基本政策成形。對此中國共產黨與其他政黨的互動關係，則主要建立在「長期共存、互相監督、肝膽相照、榮辱與共的方針」基礎上。中國共產黨還將這一協商過程制度化而成立中國人民政治協商會議，並且要求所有統一戰線成員支持中國的社會主義道路，並持續支持接受中國共產黨的領導。這使得一些人认为中國人民政治協商會議實際上並沒有任何權限，而有關的討論內容也都是受到中國共產黨所監督。

### 民主集中制
中國共產黨的組織原則採取民主集中制，並且基於民主和集中兩個原則而成，其中官方所指稱的民主主要是「社會主義民主」或者是「黨內民主」。而有關民主集中制的討論，自從1927年召開的中國共產黨第五次全國代表大會便一直視為中國共產黨的組織原則。其中在《中國共產黨章程》中提到：「黨是根據自己的綱領和章程，按照民主集中制組織起來的統一整體。」而毛澤東曾經表示民主集中制是「將民主和集中兩個似乎相衝突的東西，在一定形式上統一起來」，認為藉此結合能夠處理民主和集中之間的內部矛盾，同時民主集中制在自由和紀律協調上更具優越性。
其中在《中國共產黨章程》中提到：「黨的領導主要是政治、思想和組織的領導。黨要適應改革開放和社會主義現代化建設的要求，加強和改善黨的領導。」而當前中國共產黨表示民主同時是中國共產黨自身與社會主義重要的生命線，但是認為要實現且正常運作民主，可行的方法唯有實施集中制度。中國共產黨主張民主得以使用包括集中制度等任何形式展開，並且認為如果沒有集中制度就將會失去秩序。對此中國共產黨依據毛澤東對於民主集中制的觀點成立人民代表大會制度，認為這是「在民主基礎上的集中，在集中指導下的民主。只有這個制度，才既能表現廣泛的民主，使各級人民代表大會有高度的權力；又能集中處理國事，使各級政府能集中地處理被各級人民代表大會所委託的一切事務，並保障人民的一切必要的民主活動。」

### 集體領導
當前中國共產黨理想上認為應當透過集體領導以盡可能削減個人權力，經由一致協商的方式而做出決定。這概念最早緣起則可以回到列寧和布爾什維克派系，主張共產黨的領導高層是由多人共同決策而成。其中中國共產黨中央政治局常務委員會全體成員都處於平等地位，每位中國共產黨中央政治局常務委員會委員往往作為一個部門的非正式權力代表，然而他們所擁有的決策權力皆相同。在毛澤東統治時期便是由他控制了中共中央政治局和中國人民解放軍，另外分別還有掌握情報調查機關的康生以及掌握國務院、外交部的周恩來與掌握中共中央書記處的鄧小平。
不過儘管每個中國共產黨中央政治局常務委員會委員在理論上的權力關係相同，但實際上仍然會為中央政治局常務委員會委員排列其名次。同時雖然中國共產黨主張並沒有選出正式的領導人領導，但是每個領導集體中仍然會有重要的領導人物帶領其他核心成員；自1990年代開始，同時掌握中國共產黨中央委員會總書記、中國共產黨中央軍事委員會主席和中華人民共和國主席者，往往便是該領導集體最為重要的領導人物，其中黨總書記和軍委主席的職務掌握實權。在過去鄧小平擔任最高領導人時期，中國共產黨內部核心成員和領導集體並沒有什麼區別，而在實際情況下核心人物往往不參與集體領導制度。然而集體領導制度發展到江澤民之後，中國共產黨開始大力推廣責任制度，並且在中國共產黨的官方聲明中改稱作「集體領導核心」，但胡錦濤開始，最高領導人改稱為「以某某（最高领导人）同志為總書記」。在2016年中国共产党的十八届六中全会上，明确确立了“以习近平同志为核心的党中央”。
2017年10月中共十九大之後，中共中央政治局全體委員和常委被規定要向中共中央總書記述職。2018年3月，中共中央總書記習近平首次審閱各中央政治局委員提交的報告，他又向各政治局委員提出重要要求。

### 中共中央主要负责人
中共中央主要负责人指的是中国共产党中央权力机构的最高领导人，在中共建党以来经历过多次变改：
1. 中国共产党中央局书记（1921年－1922年）
2. 中国共产党中央执行委员会委员长（1922年－1925年）
3. 中国共产党中央政治局主席（1943年－1956年）
4. 中国共产党中央委员会主席（1945年－1982年）
5. 中国共产党中央委员会总书记（1925年－1943年，1982年至今）

| 肖像 | 姓名   | 任期开始                                                                           | 任期结束                                 | 备注 |
| ---- | ------ | ---------------------------------------------------------------------------------- | ---------------------------------------- | --- |
|      | 陈独秀 | 1921年7月31日 中共一大选举产生                                                     | 1927年7月12日 被停職                     | 陳獨秀於1920年8月在上海成立了早期的中國共產黨，並任中央局書記。1922年7月23日由中共二大選舉為中央執行委員會委員長。1925年1月11日由中共五大選舉為首任中共中央總書記。                                                 |
|      | 張國燾 | 1927年7月12日 陳獨秀被停職                                                         | 1927年8月7日 八七會議                    | 實際主持中共中央工作的中共臨時中央政治局常委。任內的1927年8月1日，以周恩來、朱德等為首的前敵委員會成員發起南昌起義成立中國人民解放軍及其前身。 在任期間的中共中央總書記陳獨秀被停職。                               |
|      | 瞿秋白 | 1927年8月7日 八七會議                                                              | 1928年7月19日                            | 八七會議上總書記陈独秀被免職后，实际主持中共中央工作的中共臨時中央政治局常委。 |
|      | 向忠發 | 1928年7月19日 中共六届一中全会选举                                                 | 1931年6月22日 被中國國民黨逮捕處決       | 期間蔡和森、李立三、周恩来、瞿秋白、王明先後實際主持中共中央工作。 |
|      | 王明   | 1931年6月 中央政治局選舉                                                           | 1931年9月15日                            | 1931年1月中共中央六屆四中全會後實權由以王明為首的國際派掌握。6月，總書記向忠發被中國國民黨逮捕後遭處決，王明增補為中央政治局常委，代理中央總書記主持中央工作。                                                      |
|      | 博古   | 1931年9月15日 代理中央總書記 1934年1月15日 中共六届五中全会选举為正任中央總書記    | 1935年2月5日                             | 1931年9月，博古接替赴苏联担任中共驻共产国际代表团团长的王明，为中共临时中央政治局总负责人。 |
|      | 张闻天 | 1935年1月15日 遵义会议选举产生，於同年2月5日接受中共中央總書記印璽                 | 1943年3月20日                            | 遵義會議決議由朱德和周恩來為軍事指揮者，增選毛澤東為中央政治局常委。1936年12月7日以毛澤東為中共中央軍委主席。从1943年3月20日开始，总书记就不再是中共中央主要负责人。                                                |
|      | 毛泽东 | 1943年3月20日 中央政治局会议决定                                                   | 1976年9月9日 逝世                        | 先任中共中央政治局主席兼中央书记处主席，1945年6月起出任中央委员会主席。領導中國人民解放戰爭取得最終勝利，於1949年10月1日成立中華人民共和國。                                                                        |
|      | 华国锋 | 1976年9月9日 毛澤東逝世 1976年10月7日 懷仁堂事變後接任黨主席，由中央政治局会议通过 | 1981年6月28日 中共十一屆六中全會閉幕     | 1976年10月粉碎四人帮后出任中央委员会主席，1977年7月十届三中全会上正式当选為中共中央主席。在1981年6月中共十一届六中全会上辭去主席職務。 从1980年2月开始，主席就不再是中央书记处负责人。                              |
|      | 胡耀邦 | 1981年6月28日 中共十一屆六中全會閉幕                                               | 1987年1月16日 在中央政治局擴大會議上請辭 | 1980年2月开始担任中央书记处负责人，1981年6月至1982年9月担任中共中央主席，1982年9月中共十二大后继续担任中共中央总书记。在1987年1月的中央政治局擴大會議上辭去總書記職務。在職期間由中共元老鄧小平擔任實際最高領導人。 |
|      | 趙紫陽 | 1987年1月16日 代理職務，同年11月1日正式就任                                        | 1989年6月24日 中共十三屆四中全會閉幕     | 因同情學生運動在1989年5月19日被以鄧小平為首的中共元老暫停職務，同年6月24日被免職。 |
|      | 江泽民 | 1989年6月24日 中共十三届四中全会选举产生 1989年11月9日 接任中共中央軍委主席        | 2002年11月15日 辭任中共中央總書記        | 1989年6月24日接任赵紫阳的中共中央总书记職務。 1989年11月接任邓小平的中共中央军委主席職務。 在2004年9月辭去中共中央軍委主席職務。                                                                                    |
|      | 胡锦涛 | 2002年11月15日 中共十六届一中全会选举产生                                          | 2012年11月15日                           | 任期届满后一并辭去中共中央总书记、中央軍委主席職務，唯一主動「裸退」的領導人。 |
|      | 习近平 | 2012年11月15日 中共十八届一中全会选举产生                                          | 現任                                     | 2012年11月接任胡锦涛的中共中央总书记、中央軍委主席職務。先后于2017年10月中共十九届一中全会和2022年10月中共二十届一中全会上连任。                                                                                    |

## 組織机构

### 中央组织

#### 非常設機關
根據《中国共产党章程》，中國共產黨全國代表大會是中國共產黨的最高权力機構。在1977年中國共產黨第十一次全國代表大會之前全國代表大會經常不定期召開，之後实行每5年舉行一次全國代表大會的制度，而每次大會將會持續數天。根據《中國共產黨章程》，除特別情況外，全國代表大會日程不得延期。《中國共產黨章程》賦予全國代表大會6項职权：
1. 听取和审查中央委员会的报告；
2. 审查中央纪律检查委员会的报告；
3. 讨论并决定党的重大问题；
4. 修改党的章程；
5. 选举中央委员会；
6. 选举中央纪律检查委员会。

在實際召開全國代表大會時，絕大部分時間與會代表很少討論重大問題；而比較具影響力的討論則是在全國代表大會召開前的準備期，将酝酿下届中央委员会委员、候补委员人选，并提交全国代表大会差额选举。而在全國代表大會閉會後，則是由全國代表大會所產生的中國共產黨中央委員會擔任最高执行機構。中国共产党全国代表大会闭会时，由中国共产党中央委员会领导党的全部工作，对外代表中国共产党。由中国共产党中央紀律檢查委員會負責监督、执纪、问责，维护党的章程和其他党内法规，对党员履行职责进行监督；而在全國代表大會閉會期間，中央紀律檢查委員會在中央委员会的领导下进行工作。
新當選的中國共產黨中央委員會委員除了之後會在不同党政机关、地方行政区和企事业单位工作外，在第一次全體會議上會分別從中國共產黨中央政治局常務委員會委員中選出作為主要負責人的中國共產黨中央委員會總書記。中央委员会总书记负责召集中央政治局会议和中央政治局常务委员会会议，并主持中央书记处的工作，任期与中央委员会相同，连任不限。另外還會選出中央政治局和中央政治局常务委员会组成人员，决定中國共產黨中央軍事委員會组成人员，通过中國共產黨中央書記處成员，批准中央紀律檢查委員會组成人员。中國共產黨中央委員會全體会议一般每年舉行一次，為期2天至3天。在中央委員會全體會議閉會期間，由中央政治局和其常務委員會行使中央委員會的職權，负责党的经常工作。
中國共產黨中央政治局及其常务委员会在中央委员会全体会议闭会期间，行使中央委员会的职权，作为最高决策机关和领导机关，承担中共中央经常工作。所有重大的政治、思想、軍事、政策和組織問題都必須在中央政治局會議上討論通過。中国共产党在組織上採取民主集中制作為基本原則，各级党组织对同下级组织有关的重要问题作出决定时，一般要征求下级组织的意见，执行少数服从多数的原则。各级党组织和党员必须坚决执行上级党组织的决定。本级党组织和党员如有不同意见，则必须在坚决执行的前提下，声明保留或向上级党委反映。

#### 常設機關
在中國共產黨全國代表大會、中央委員會全體會議和中央政治局全體會議閉會期間，由中國共產黨中央政治局常務委員會行使中央政治局的职权，成為党内最高決策機構。
中央政治局常務委員會制度是在1956年中國共產黨第八次全國代表大會時建立，用以取代原本擔任政策決定角色的中國共產黨中央書記處。其中中央政治局常務委員會每周至少召開1次會議，成为中国共产党的中国的核心领导机构。藉由閉會制度使得中國共產黨的權力集中至中央政治局常務委員會。根據《中國共產黨章程》，中國共產黨中央委員會總書記負責召集會議中央政治局和中央政治局常務委員會的會議，同時還主持中國共產黨中央書記處工作。
而自江澤民以後，中國共產黨中央委員會總書記也兼任中共中央軍事委員會主席一職。中国共产党中央军事委员会主席领导全国武装力量。中國共產黨中央書記處是中央政治局及其常務委員會的辦事機構，同時也是中央委員會的执行機構。中央書記處除了可以在中央政治局確定的政策框架下自行做出決定外，同時也負責指导中央委員會部門工作、经費工作、出版物与報告起草等工作。中央軍事委員會是中國共產黨最高军事领导机构，與中華人民共和國中央軍事委員會一个机构两块牌子，主要負責领导中国武装力量。
中國共產黨历届中央委員會第一次全體會議上還會選舉中央政治局、中央政治局常务委员会、中央军事委员会、中央书记处的组成人员。中共中央辦公廳是中共中央的核心聯繫部門，負責包括日常通訊、協議、安排會議議程等党务行政工作。中共中央目前设置中央职能部门5个，這包括負責干部工作与人事任免的中共中央組織部、負責宣传思想、文化和公共传播工作的中共中央宣傳部、負責中國共產黨与各国政党和国际组织聯繫的中共中央對外聯絡部、負責开展统一战线工作的中共中央統一戰線工作部以及负责协调政法机关工作的中共中央政法委员会。
中共中央设置办事机构10个，即中共中央政策研究室、中央国家安全委员会办公室、中央网络安全和信息化委员会办公室、中央军民融合发展委员会办公室、中共中央港澳工作办公室、中共中央台湾工作办公室、中央财经委员会办公室、中央外事工作委员会办公室、中央机构编制委员会办公室、中央金融委员会办公室。
中國共產黨還設立有提供高級幹部培训与政治教育的中共中央黨校，负责党史研究、文献出版发行与外文编译的中共中央党史和文献研究院。而在新聞媒體對外傳播方面，中國共產黨中央委員會直接管理《人民日報》社，而中共中央黨校則發行有作為理論雜誌的《求是》和《學習時報》。另外中央委員會还设立多个决策议事协调机构，包括中央全面深化改革委员会、中央国家安全委员会、中央财经委员会、中央外事工作委员会等，在全體會議期間將向中央委員會提交報告。

### 地方組織

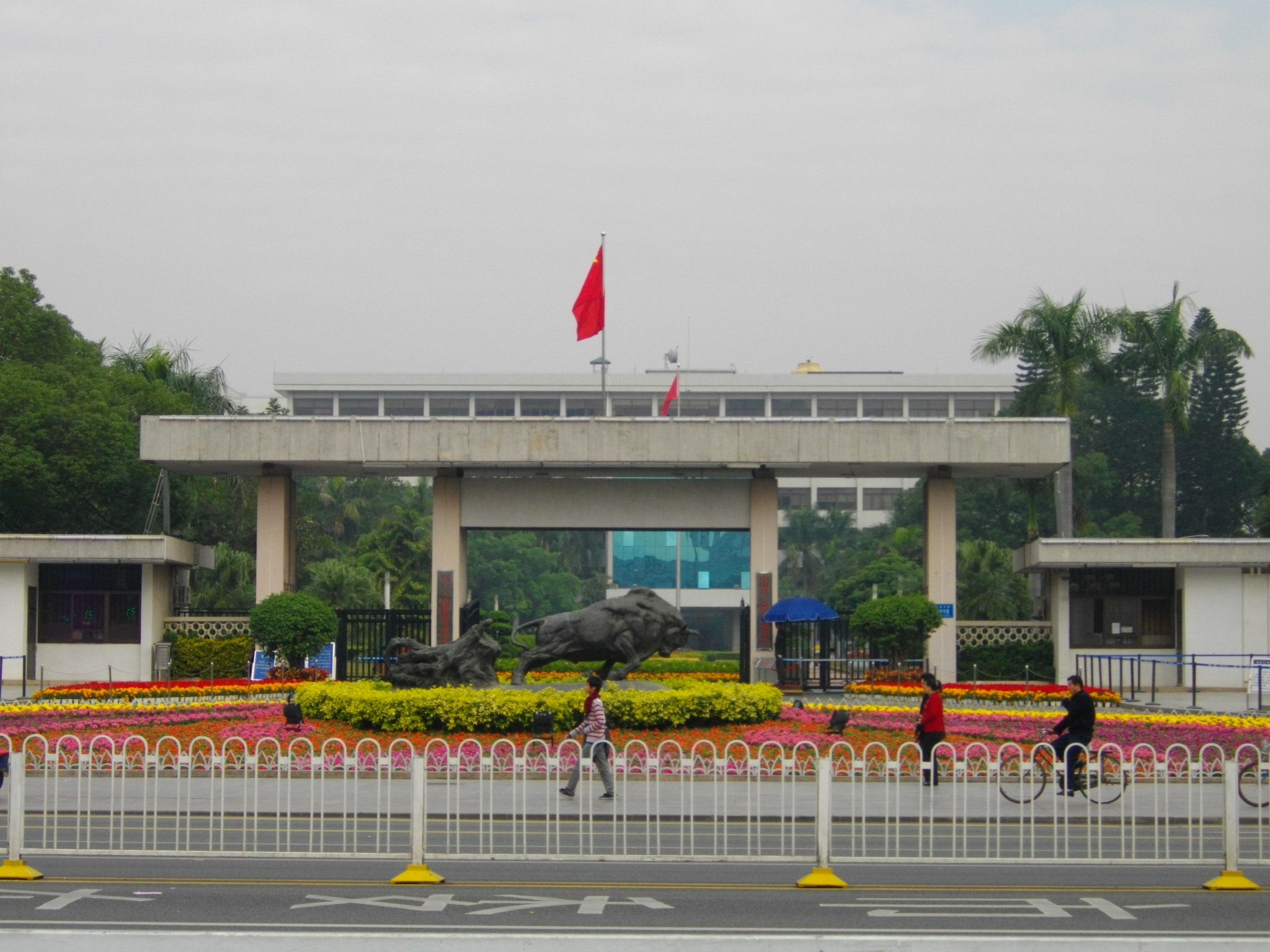
中國共産黨深圳市委員會

中國共產黨在各省、自治区、直辖市；设区的市、自治州；縣（自治县、旗）、不设区的市和市轄區成立地方代表大會，並且由這些代表大會自行選出本级行政区委員會。中國共產黨地方各級代表大會應該每5年舉行一次，但是在特殊情況下，可由上一级党委委員會決定提前或者延後進行。本级党委的人數和選舉程序由地方代表大會決定，并报上级党委批准。地方各級代表大會行使下列职权：
1. 听取和审查同级委员会的报告；
2. 审查同级纪律检查委员会的报告；
3. 讨论本地区范围内的重大问题并作出决议；
4. 选举同级党的委员会，选举同级党的纪律检查委员会。

省级行政区、地级行政区、县级行政区的代表大會每隔五年召开，省级行政区、地级行政区、县级行政区党委委员、候補委員由党代会選舉產生，任期为5年，县级党委委员、候補委員必須擁有3年以上党龄。本级党委与本级党代会的任期相同。各級党委負責人必須向上級党委負責。上級地方党委可以決定下級地方代表大會委員會正式委員和候補委員人數。当党委委員出缺時，則由候補委員按照得票數依次遞補。各級地方委員會每年至少要召開2次全體會議，且应当執行上級黨組織的指示以及同級代表大會的決議。
地方各级党代会闭会时，由本级党委领导本级党组织的工作，对外代表本级党组织。其中地方党委常委的人選由地方委員會全體會議選舉產生，并报上级党委批准。地方各级党委常委会领导本行政区党的经常工作。各级党委的干部管理权限下算一级。例如，中共中央管理副省部级以上干部的任免，省级党委管理副地厅级以上干部的任免。

### 共產黨員
申請加入中國共產黨者年齡必須滿18周歲，並且必須成為預備黨員為期1年。在民主革命时期，任何国籍之人士都可以加入中国共产党。根据1956年通过的中共八大党章规定：“任何从事劳动、不剥削他人劳动的中国公民，承认党的纲领和党的章程，参加党的一个组织并在其中工作，并且按照规定交纳党费的，都可以成为本党党员”，这是中共党章首次对入党申请者的国籍要求作出了规定，一直保持至今。相較於過去中國共產黨將重點放在申請人的思想準則上，目前中國共產黨則主要強調技術和學歷。申請人必須在中國共產黨黨旗前舉行入黨宣誓才能夠成為預備黨員，之後則由中國共產黨相關組織負責觀察和教育預備黨員。預備黨員的職責實際上和正式黨員相差不大，不同的是可能無法在中國共產黨黨內參與選舉投票，同時也沒有被選舉權。許多中國共產黨黨員是透過加入中國共產黨旗下的中國共產主義青年團，而江澤民以後民營企業家也被允許成為中國共產黨黨員。根據《中國共產黨章程》，全體黨員必須服從命令、遵守紀律、堅持團結、服務於中國共產黨和人民，並且促進社會主義道路的發展。

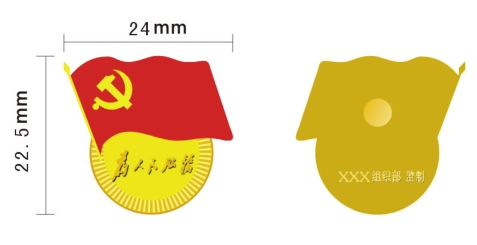
中共党员徽章图样

在加入中國共產黨將會獲得許多權限，這包括有參加中國共產黨的有關會議、閱讀中國共產黨有關文件、接受中國共產黨提供的教育培訓、在黨報黨刊上對中國共產黨政策提出討論、針對中國共產黨的工作提出建議和方案、在會議上有根據地批評中國共產黨任何組織和任何黨員、行使投票權和被選舉權。而在堅決執行該項決議或政策作為的前提下，中國共產黨黨員得以對對於決議和政策予以反對或者有不同意見的情況下，並且可向中國共產黨上級機關乃至於中央委員會提交任何意見，並且要求該組織提供答覆。同時包括中國共產黨中央委員會等組織，都沒有權限得以剝奪中國共產黨黨員的這些權力。
中共党员在申请政府职位时比非党员更具优势，更容易晋升，2020年的一项研究显示，中共党员的月平均收入比非党员高出约20%，积累财富更多。
根據中共中央組織部於2019年6月30日的統計數據指出，截至2018年12月31日，中國共產黨黨員總數為9,059.4万名，基層組織則有461.0万个。就中國共產黨黨員職業予以分類，農民、牧民和漁民有2,544.3万人；工人有651.4万人；企業單位和民办非企业单位专业技术人员1,400.7万人；企事業單位和社会组织管理人员980.0万人；黨政機關工作人員756.4万人；學生180.5万人；離職或退休人員1,814.8万人；其他职业人员731.4万人。而就其他成員結構來看，女性中國共產黨黨員有2,466.5万人，占黨員總數的27.2%；少數民族黨員有664.5万人，占黨員總數的7.3%；具有大專及以上學歷的黨員4,493.7万人，占黨員總數的49.6%；35歲及以下的黨員2,211.6万人。而自2013年開始，中國共產黨在保證發展黨員質量的前提下逐漸控制黨員人士增長速度，在發展受調控下使得總人數增加速度放緩。截至2021年底，中國共產黨總共有9671.2萬名黨員。中国共产党官方宣称中共为“世界第一大党”（除中共外，印度人民党官方以及印度媒体也宣称印度人民党为“世界第一大党”；2019年印度人民党约有1.8亿党员）。
截至2024年12月31日，中国共产党党员总数为10027.1万名，比2023年底净增108.6万名，增幅为1.1%。

### 青年團體
中國共產主義青年團是中國共產黨的青年組織，同時也是中華人民共和國最大的青年群眾組織。在《中國共產黨章程》中提到中國共產主義青年團是由中國共產黨領導的青年組成，並且指出其功能為「廣大青年在實踐中學習中國特色社會主義和共產主義的學校，是黨的助手和後備軍」。中國共產主義青年團申請人的加入年另必須介於14歲至28歲間，並且由其主導和監督以14歲以下兒童組成的少年組織中國少年先鋒隊。中國共產主義青年團的組織結構整體上都參考了中國共產黨的制度，其中最高機構是中國共產主義青年團全國代表大會，其下分別還有中央委員會、中央委员会常务委员会和中央书记处。然而中國共產主義青年團中央委員會和所有中央機關都是接受中國共產黨中央委員會領導，由其負責指導中國共產主義青年團的相關活動。因此實際上中國共產主義青年團為獨特的組織，其所負責領導的上級機關包括有中國共產主義青年團自身以及中國共產黨。根據在2013年所舉辦的中國共產主義青年團第十七次全國代表大會提供的資料，中國共產主義青年團總共有8,900萬名成員加入。

## 指导思想

### 意識形態
第一，堅持黨的基本路線。全黨要用鄧小平理論……

第二，堅持解放思想，實事求是，與時俱進。黨的思想路線是一切從實際出發……

第三，堅持全心全意為人民服務。黨除了工人階級和最廣大人民群眾的利益……

中國共產黨訂定數個指導自身全部活動的中國特色社會主義思想，並且將其視為中國共產黨思想建設、組織建設和作風建設的理論基礎。其中在《中國共產黨章程》提到中國共產黨會堅持社會主義、人民民主專政、中國共產黨領導、遵循馬克思列寧主義和毛澤東思想等四項基本原則，並且明確規定：「中國共產黨以馬克思列寧主義、毛澤東思想、鄧小平理論、『三個代表』重要思想、科學發展觀、習近平新時代中國特色社會主義思想作為自己的行動指南。」馬克思列寧主義是中國共產黨的第一個官方意識形態，內容結合了馬克思和恩格斯在著作中提到的馬克思主義、以及由列寧所提出的列寧主義思想。對此中國共產黨認為馬克思列寧主義揭示了人類社會歷史發展的普遍規律，同時馬克思列寧主義提供解決資本主義矛盾社會的一個未來願景，也就是社會主義社會和共產主義社會必然會取代資本主義社會。而第二個加入的毛澤東思想則被視為是馬克思列寧主義在中國的發展和應用，其中毛澤東思想的內容除了由毛澤東主導外，還包括其他中國共產黨的領導人物共同發想而成。
鄧小平理論則是在中國共產黨第十四次全國代表大會加入到《中國共產黨章程》，其概念包括有中國特色社會主義和社會主義初級階段等論點。鄧小平理論大體上可以視為一種理論總結，認為共產主義的定義中並不包括國有社會主義和計劃經濟等制度安排，同時市場機制實際上是中立的運作方式。此外他還提到中國共產黨需要應對不斷變化的形勢動態，並且要透過「實事求是」的方式來確認某一政策過時與否，進而提出《實踐是檢驗真理的唯一標準》這篇文章與相應的口號。在中國共產黨第十四次全國代表大會上，江澤民重申鄧小平的口號而認為沒有必要質問事情是屬於社會主義還是資本主義，因為重要的判別標準是它的工作模式。之後他更提出適應中國條件的馬克思主義思想「三個代表」，並且在中國共產黨第十六次全國代表大會通過而加入《中國共產黨章程》。中國共產黨黨內的部分人士批評「三個代表」並非屬於馬克思主義、甚至是馬克思主義基本價值觀的背叛，然而支持者認為這是中國特色社會主義的進一步發展。江澤民則主張早期共產黨成員認為共產主義應當實現的生產模式，發展到了今日已經更為複雜而難以體現，同時試圖強制生產方式的改變作為並沒有效果，因為其背後遵循歷史唯物主義的經濟規律而有自然的發展。該理論最為顯著的影響是允許資本家以「新社會階層」身分加入中國共產黨，除了鼓勵其從事「誠實勞動和工作」外，並透過自己的勞動貢獻為中國共產黨打造中國特色社會主義。之後在胡錦濤所主導下，在中國共產黨第十六屆中央委員會第三次全體會議上制定了同樣作為官方意識形態的科學發展觀思想，同時為了因應中國國情而提出科學發展觀的發展與應用，中國共產黨必須堅持建設社會主義和諧社會。
2017年10月24日，第十九次全国代表大会宣布将习近平新时代中国特色社会主义思想写入《党章》。习近平新时代中国特色社会主义思想所要解决的核心问题是“新时代坚持和发展什么样的中国特色社会主义、怎样坚持和发展中国特色社会主义”，该思想“内涵十分丰富”，囊括“五位一体”、“四个全面”、“党领导一切”等政治方略，是“全党全国人民为实现中华民族伟大复兴而奋斗的行动指南。”

### 經濟方針
在《中國共產黨章程》中提到：「中國共產黨在領導社會主義事業中，必須堅持以經濟建設為中心，其他各項工作都服從和服務於這個中心。」在內容中也提到將會持續進行改革開放政策，以求根本上改革限制生產力發展的經濟體制，進而完善社會主義市場經濟體制。其中鄧小平不認為資本主義生產方式和社會主義生產方式的根本區別是自由市場與計劃經濟。對此他表示：「計劃經濟不等於社會主義，資本主義也有計劃﹔市場經濟不等於資本主義，社會主義也有市場。計劃和市場都是經濟手段。」江澤民支持鄧小平的思想並在中國共產黨會議上多次重申此觀點，認為並沒有一定的機制是資本主義還是社會主義，因為唯一重要的是其工作的方式。與此同時江澤民引入社會主義市場經濟的術語，藉此取代陳雲原先所提的「有計劃的社會主義市場經濟」用語。在中國共產黨第十四次全國代表大會上，江澤民於報告中向其他代表們表示認為社會主義國家「將發揮市場在資源配置中的基礎性」；而在在中國共產黨第十五次全國代表大會上，中國共產黨則將思想主軸改為「使市場在國家宏觀調控下對資源配置起基礎性作用」。之後這一路線則持續到中國共產黨第十八屆中央委員會第三次全體會議，而被重新修正為「使市場在資源配置中起決定性作用深化經濟體制改革」，但是在會議中也提到「堅持公有制主體地位，發揮國有經濟主導作用」。
而從中國共產黨的觀點來看，世界分成彼此對立的社會主義和資本主義兩個基礎陣營。中國共產黨認為堅持社會主義的基礎，基於歷史唯物主義的觀點最終會取代資本主義。不過近年來中國共產黨則重新回到馬克思的著作，重新嘗試解釋資本主義的全球化發生現象。儘管承認全球化是透過資本主義制度發展而成，中國共產黨領導人和理論家認為全球化本質上並非資本主義。原因在於如果全球化純粹屬於資本主義，這將排除另一種具現代性的社會主義形式。因此無論是社會主義還是資本主義，中國共產黨不將全球化或者市場經濟視為特定階級的性質。而如同鄧小平認為中國可以憑藉資本主義的元素來追求社會主義的現代化建設，對於中國共產黨來說全球化本身性質亦不固定。因此在中國共產黨黨內對於全球化仍屬於樂觀態度，認為儘管當前的全球化是受到資本主義佔有統治地位，但也認為全球化可以推動社會主義的一系列進展。

### 思想改良
雖然非中國分析家普遍認為，中國共產黨已經拒絕正統的馬克思列寧主義和毛澤東思想，或者至少在正統思想的基本思路並沒有繼續沿用，然而中國共產黨本身並不同意。儘管一些評論認為江澤民引進「三個代表」思想理論後，結束中國共產黨長期所承諾的馬克思主義做法；然而中國共產黨黨理論家冷溶則不同意此類看法，認為江澤民透過各種不同的所有制擺脫原來中國共產黨的思想障礙，這作法本身並沒有放棄馬克思主義或社會主義，相對地反而藉由現代化理解馬克思主義和社會主義而強化中國共產黨自身，進而成為具有中國特色的「社會主義市場經濟」的一部分。其中中國共產黨和中華人民共和國仍然將實現真正的「共產主義」作為其「終極目標」，其中中國共產黨聲稱現時的中華人民共和國處於社會主義初級階段。而一部分中國共產黨理論家認為在目前的發展階段「看起來很像資本主義」，另外某一部分理論家則認為「資本主義是共產主義的早期或第一階段」。不過有些人則反對社會主義初級階段的概念，認為這實際上是受知識分子的犬儒主義影響。其中中國分析師庫恩便表示：「當我第一次聽到這個說法時，我認為它滑稽多於精明，是來自於不滿現實知識份子的黑客宣傳諷刺漫畫。但是初級階段100年的說法來自嚴肅的政治理論家。」
近年來，以外國評論家為首的論點認為中國共產黨沒有主軸思想，中國共產黨的組織採取實用主義，並且僅有在工作層面上感興趣。不過這個從許多層面所得到的簡單觀點也遭到批評其錯誤處很多，因為中國共產黨官方聲明試圖讓其呈現出具有明顯連貫的世界觀。例如在2012年胡錦濤指出西方世界的威脅要分裂中國共產黨，並且指出「西方世界的國際文化強盛，而我們是弱者……思想文化領域是我們的主要目標」，中國共產黨提供大量的資源投入到黨校和發展各具特色的思想論點。在《實踐是檢驗真理的唯一標準》獲得提出前，思想和決策之間是處於演繹的關係，這意味著決策本身是基於對於思想的認識而做出判斷。然而鄧小平認為這一關係必須被顛倒過來，應當透過決策來產生其意識形態，而不是透過周圍的其他方法成形。而中國的政策制定者認為蘇聯解體的原因之一在於其停滯不前的國家意識形態，認為蘇聯共產黨的思維過於僵化而缺乏想像力；對此中國共產黨則認為必須透過實踐行動破除僵化的思想，同時中國共產黨本身的思想必須是動態的，才能夠繼續維護中國共產黨的統治基礎。

## 党际交往

### 與共產党
中国共产党一贯宣称自己坚持无产阶级国际主义原则，但实际上在改革开放以后逐渐淡化。尤其是在人类命运共同体理念提出之后，中共在对外关系上的常见表述变为积极构建人类命运共同体，减少了传统马克思列宁主义的表述。在当下，中國共產黨繼續與非執政的共產黨和工人黨保持聯繫，並且派代表出席共產黨和工人黨國際會議、国际共产主义研讨会等國際共產主義會議。与此同时，一些来自國外的共產黨還會派遣代表前往中國訪問，例如在2008年葡萄牙共產黨總書記德索薩便和中國共產黨中央政治局委員劉奇葆會面，而法國共產黨全國書記洛朗也曾與中國共產黨中央政治局常務委員會委員劉雲山會面。2014年時，中國共產黨中央委員會總書記習近平與俄羅斯聯邦共產黨主席久加諾夫會面，討論兩黨間的互動關係。1980年代至1990年代期間歐洲社會民主運動的一連串改革，使得中國共產黨認為西歐的共產黨地位日益边缘化。中國共產黨中央委員會一方面和葡萄牙共產黨、法國共產黨、俄羅斯聯邦共產黨、捷克和摩拉维亚共产党、巴西共產黨、尼泊爾共產黨（聯合馬列）、西班牙共產黨等已經作為主要政黨的共產黨接觸外，同時也和澳大利亞共產黨、孟加拉國工人黨、孟加拉国共产党、斯里蘭卡共產黨、比利時工人黨、匈牙利工人黨、多米尼加工人黨、宏都拉斯改革黨等仍然正在發展中的共產黨和工人黨保持交流。中國共產黨與其他仍然信奉共產主義的社會主義國家繼續保持密切的關係，這包括有古巴、寮國、越南和它們各自的執政黨。中國共產黨花費許多時間分析1989年東歐民主化和1991年蘇聯解體後的國際形勢，試圖解釋為何在東歐社會主義國家陸陸續續瓦解的同時，还有部分社會主義國家仍然繼續維持其意識形態。中國共產黨積極分析這些社會主義國家的情況主要是作為自身後續發展的參考案例，不過中國共產黨亦認為社會主義運動將在未來某個時候獲得振興。中國共產黨在所有執政黨中最感興趣的政黨是越南共產黨，其中越南共產黨一般視為在後蘇聯時代的社會主義發展典範。中國分析師認為越南在越南共產黨第六次全國代表大會上決定採納革新開放的改革政策，成為越南後來獲得成功的關鍵因素。
在东亚，作为相隔一年分别建立的两个历史悠久的共产党，中国共产党和日本共产党存在长期交流，但关系总体好坏反复。1945年前日共由于受迫害处于地下活动状态，日共骨干野坂参三等人到达延安，与中共存在早期交流。第二次世界大战结束后日共骨干回到日本，吸取中共革命经验重建日共。1950年代，尽管存在日共遭到美军打压、日共内部的革命派德田球一和改良派宫本显治互相分裂等情况，这一时期中共与日共的关系仍然紧密。1964年中苏交恶时，日共总体站在支持中共的立场，直到1966年宫本显治带领日共代表团来到中国，会谈中中方要求日共方面批判苏联为修正主义，这一提议遭到了宫本显治的拒绝。随后中共开始全面批判日共“修正主义路线”，毛泽东认为中国明确存在四个敌人，“苏联现代修正主义，美国帝国主义，宫本显治修正主义集团和佐藤荣作反动内阁”。在1967年8月3日，日共驻北京代表从机场回日本途中被红卫兵打伤，从此中共和日共关系全面破裂。改革开放后中共并不急于与日共重建关系，而是选择靠近当时为日本最大左翼政党的日本社会党，直到日本社会党解散后的1998年，中联部与日共代表团共举行了5次会谈，中共与日共才实现了两党关系正常化。21世纪初，中共与日共的关系总体稳定，不破哲三时期的日共一度对中国特色社会主义持赞许态度，认为是一种新的社会主义探索，“中国正是在走社会主义道路才取得了巨大成就”，中共也对日共主张日本应当走和平发展的道路，在历史、台湾问题上的立场表示赞赏，希望两党通过交流不断丰富社会主义的理论与实践，继续为推动两国关系和人类进步事业的发展做出积极贡献。但近年来习近平领导的中共加速朝民族主义政党转型，志位和夫领导的日共加速朝社会民主主义政党转型，两党的分歧愈来愈大。2017年，日共批判中共推行霸权主义政策，并在2019年修改党章，删除将中国评价为“开始了新的社会主义探索的国家”的定性，不再承认中共是社会主义政党。2021年中共建党百年时，日共领导人志位和夫再次评论称“中国在东海和南海的霸权行为和在香港和新疆地区的侵犯人权行为，与社会主义无关，不配共产党的名义”，且并未在当天向中国共产党发祝贺信，这标志着中共和日共自1967年以来再度交恶。
中國共產黨在相當程度上也十分重視古巴的發展，包括有對古巴共產黨中央委員會第一書記卡斯楚的热烈欽佩，以及出版大量書籍探討古巴革命的成功案例。中國共產黨和古巴共產黨之間的關係從過去並無密切關係，但自1990年代開始彼此的交流大大增加。中國共產黨第十六屆中央委員會第四次全體會議討論中國共產黨學習其他執政政黨的可能性時，對於古巴共產黨的作為予以热烈好評。2007年中國共產黨中央政治局常務委員會委員吳官正在和卡斯楚會面時，將胡錦濤的親筆書信遞交給卡斯楚，內容提到：「事實證明，中古是值得信賴、真誠相待的好朋友、好同志、好兄弟，兩國友誼經受住了國際風雲變幻的考驗，與日俱增，歷久彌堅。」

### 與非共產黨

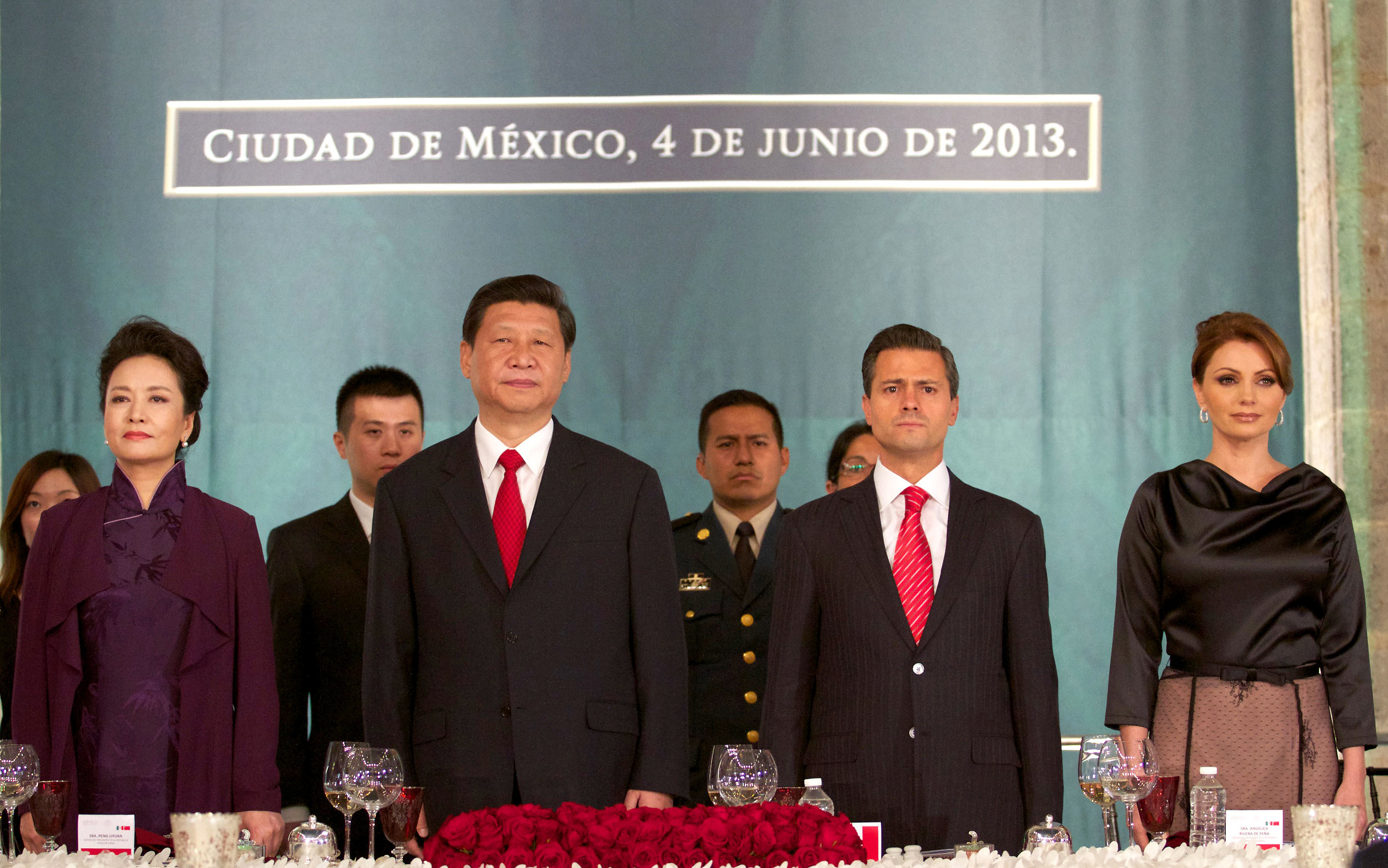
習近平與墨西哥總統佩尼亞和其他革命制度黨幹部會面

自從共產黨在東歐衰亡後，中國共產黨開始與欧洲其他党派建立關係，其中這些關係又以能夠讓中國共產黨學習為主。例如中國共產黨一直渴望了解新加坡執政黨人民行動黨如何繼續維持完全控制，並且在新加坡政治環境中得以採行低調的完全掌握社會。根據中國共產黨自身對於新加坡的分析，其認為人民行動黨的統治地位是因為藉由發達的社交網絡有效地控制選區，其中新加坡政府和人民行動黨控制的分支機構深入且廣泛地掌握社會。儘管中國共產黨接受新加坡是自由民主制國家，他們仍然認為這是以人民行動黨為首的指導式民主。不過中國共產黨認為其與人民行動黨的差異，則包括有：後者並非工人階級的政黨、而是屬於政治菁英組成的政黨；人民行動黨是採行議會制的政黨，本身並非作為革命黨存在。中國共產黨還對其他政黨展開研究並且展开密切交流，包括有自1957年以來長期統治馬來西亞的馬來民族統一機構，以及日本政壇具主導地位的自由民主黨。另外中國共產黨也對於一黨制國家或者有某方政黨主導的國家特別關注，並透過發展政黨間的關係用以中國共產黨加以研究。
例如中國共產黨認為叙利亚复兴党之所以能夠長期統治敘利亞地區，源自於阿薩德家族塑造個人權力並透過嚴密統治，使得哈菲茲·阿薩德得以將政權傳承給他的兒子巴沙爾·阿薩德；同時敘利亞武裝力量勢力也在其政治中扮演重要角色。近年來中國共產黨則對於拉丁美洲地區特別感到興趣，無論是派遣代表前往訪問或者招待這些國家的代表次數都不斷增加。中國共產黨特別關注曾經統治墨西哥長達71年之久的革命制度黨，雖然中國共產黨中央委員會將革命制度黨的長期統治權力归咎於強硬的總統制，但其民族主義的態度使得革命制度黨獲得許多農村人口支持，且在進一步在經濟市場化的同時實行國有化政策。中國共產黨認為革命制度黨失敗處在於缺乏黨內民主，儘管其追求社會民主主義，但仍然無法改革已經僵化的黨派結構。此外，中國共產黨認為革命制度黨因其遭受政治腐敗、全球化壓力、以及美國政治干擾等影響使得其无法改革。雖然中國共產黨中央委員會逐漸承認拉丁美洲的粉紅色浪潮，但數年來中國共產黨開始加強與數個社會主義和反美左派政黨之間的關係。中國共產黨偶爾會對查維茲的反資本主義和反美言論表達不同意見，不過在2013年時，中國共產黨與查維茲所成立的委內瑞拉統一社會主義黨達成協議，由中國共產黨教育委內瑞拉統一社會主義黨幹部相关政治和社會領域的内容。截至2008年為止，中國共產黨聲稱已經在29個拉丁美洲國家與99個政黨建立關係。
早在1970年代期間，中國共產黨為了遏制「蘇維埃帝國」擴張，曾經有一段时间與極右派政黨締結短期關係。不過在1980年代初期，中國共產黨開始對歐洲的社會民主主義運動有着極大的興趣，並且大力發展與歐洲社會民主主義政黨之間的互動，這也是中國共產黨首次與非共產黨的政黨展開交流。在1980年代之前，中國共產黨基於第二國際、列寧主義和史達林主義對於社會民主主義運動的觀點，曾一度對於社會民主主義感到負面和輕視。不過在1980年代這一觀點發生了變化，中國共產黨開始認為歐洲的社會民主主義試圖創建「有人性的資本主義」，而實際上自身也可以從社會民主主義運動中學到部分經驗。中國共產黨在1980年代陸續派遣代表前往歐洲各地考察，同時期大多數歐洲社會民主黨派別都面臨選舉支持率的下滑，以及開始對於自身展開改革。中國共產黨對此感到極大興趣，這之中又以英國工黨和德國社會民主黨的內部改革為首。中國共產黨對於两者再次取得執政權的原因歸咎於採行現代化措施，藉由轉而支持私有化而取代傳統的國家社會主義原則，並且將原先的大政府思維轉型成為新的福利國家觀點。至此政党改變對於市場的負面看法，而支持群眾也從傳統工會轉型成企業家、年輕成員和學生。
中國共產黨過去與北韓的緊密關係，使得中國共產黨是經常派遣代表訪問北韓的組織之一。儘管中國的朝鮮分析家往往向社會大眾表態支持北韓，並且發表多份有關北韓經濟改革的報告。但在中國共產黨官方討論中却很大程度上蔑視北韓的經濟體制，認為整個朝鲜社會中都瀰漫著个人崇拜思想，而金日成家族更是在社會主義國家嘗試採納世襲繼承的做法。即便是在安全局勢時，朝鮮人民軍也会使用絕大多數資源，使得北韓民眾生活普遍貧困，一些分析師還將北韓的現狀與中國過去的文化大革命對比。多年來中國共產黨一直嘗試透過中國重要經濟基礎設施經驗，說服朝鮮民主主義人民共和國的執政黨朝鮮勞動黨展開經濟改革政策。例如在2006年時，中國共產黨邀請朝鮮勞動黨總書記金正日前往廣東省以展示中國經濟改革的成功。不過在一般情況下，中國共產黨仍認為朝鮮勞動黨和朝鮮是共產主義執政黨和社會主義國家的負面例子。

## 相关評論

### 政治經濟

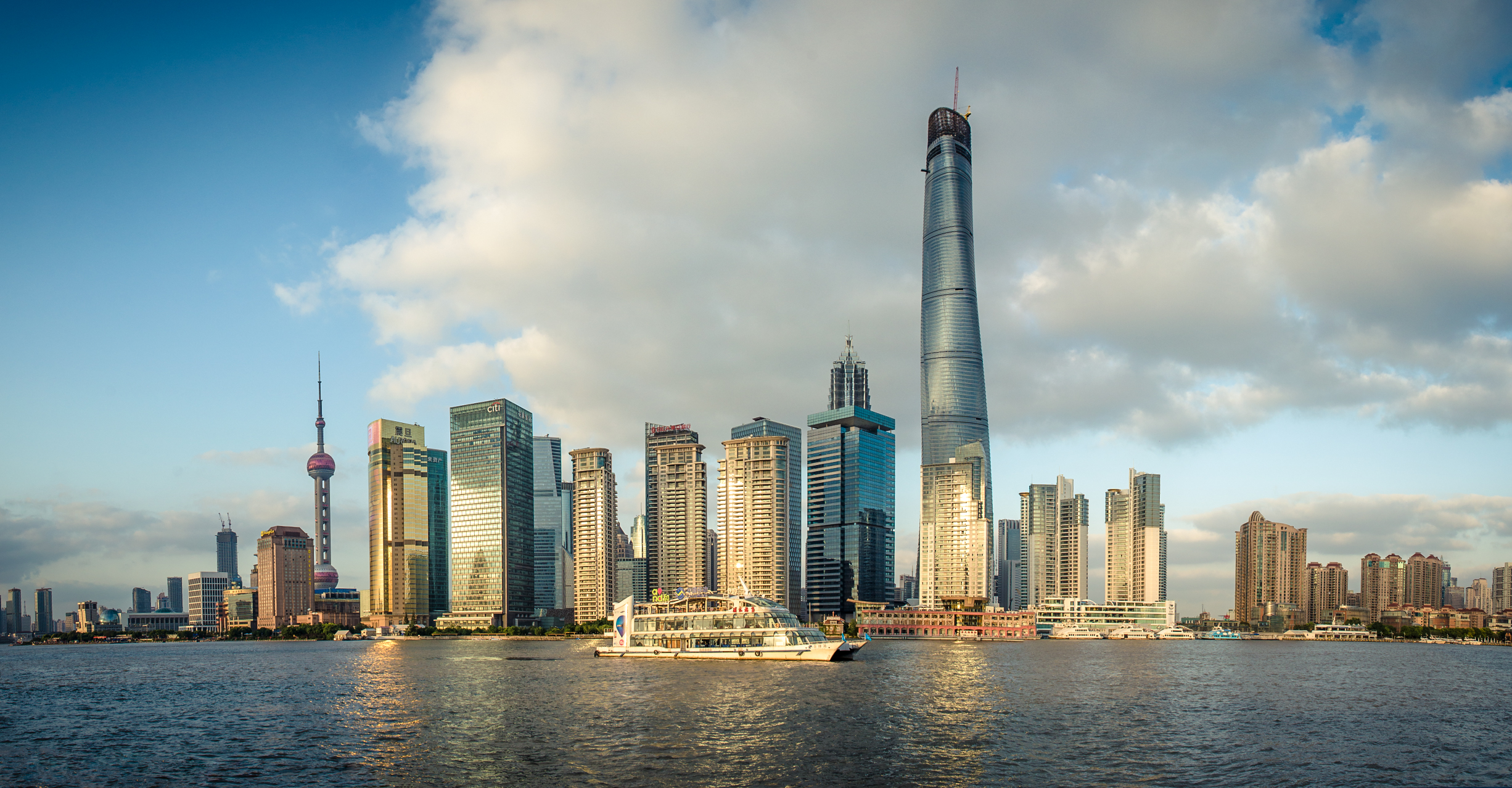
上海市陸家嘴景色，2014年

中國國民黨在1928年至1949年期間統治中國大陸地區，但是最終被迫撤往臺灣地區。1950年代至1970年代，中華民國政府在施行的重要基本國策和政治宣傳中均以中國共產黨作為主要假想敵。其中當時中國國民黨指稱中國共產黨憑藉著蘇聯幫助而奪取中國大陸政權，除了批評中國共產黨為「漢奸」外，並且以國家民族生存為訴求對臺灣民眾大力宣傳，而將中國共產黨統治下的中國大陸形容為民生困苦的獨裁政權。一直到1980年代初期，有關反對中國共產黨的宣傳逐漸減少。與此同時，由江澤民領導的中國共產黨則開始向過去的敵人中國國民黨表達友好姿態，期望藉由加強與中國國民黨間的關係，以促進臺灣地區與中國大陸統一的可能性。然而在2000年後，中國國民黨喪失從1945年以來統治臺灣地區的政權。而過去的宣傳仍很大程度影響臺灣人民對於中國共產黨以及中國大陸的觀感，其中負責海峽兩岸事務的海峽交流基金會在2007年11月28日的調查中，指出近70%的臺灣民眾對於中國共產黨政府有不好印象。
有些觀點認為中國共產黨和其領導人應該對中國人數眾多的非正常死亡承擔責任，這些非正常死亡案例主要集中於1960年代的三年困難時期和隨後的文化大革命。不過在中國共產黨執政時期，中國大陸在1980年代經過改革開放之後的30年經濟高速發展，很快發展成為世界第二大經濟體、世界第一大工業國、世界第一大農業國和世界第二大服務業國。儘管一些評論認為中國共產黨採取的政策對環境、文化、人口結構造成了破壞，然而調查顯示目前中國公眾對於中央政府的滿意度很高。
南非《商業日報》認為，中國共產黨第十八屆中央委員會第三次全體會議所提出的全面深化改革方案將在之後決定中國未來的走向，使得國家經濟更為穩健、人民更加富有，而相關的政治改革也將更為順利地推進。不過中國市場經濟學家吳敬璉認為自從2004年江澤民轉交軍權以後，中國共產黨黨內保守的毛澤東主義派系勢力逐漸增強。該派系勢力主張計劃經濟，並且把市場改革與政治改革不平衡帶來的社會問題全歸咎於市場改革派。另外裙帶資本家和腐敗政府官員也希望加大國家權力，從而得以在政府干預的市場過程中獲利。對此吳敬璉認為中國經濟正朝向官僚壟斷資本主義，因而對於未來中國共產黨保守派領導下的中國經濟發展表示擔憂。

### 腐敗問題
中國共產黨黨員幹部腐敗而違法與違紀事件時有發生，對此中國共產黨對不合格黨員會予以開除黨籍處理，其中在2004年被開除黨籍人數約49,000名。到了2006年時人數則略有下降，當年度一共開除了20,000多名違紀黨員，這佔中國共產黨黨員1.7％。不過許多人士認為這是中國共產黨本身的制度問題和中國長期以來從封建時代形成的官场風气，只靠黨內紀律處分並不足夠。2007年9月13日，擁有更多職能和權力的國家預防腐敗局正式成立，主要的工作有反腐敗宣傳和教育、進行制度的建設、機制與體制的創新，以及在反腐敗案件上取得源頭性解決的工作，試圖能夠解決中國共產黨近年來黨員幹部腐敗案件之問題。
2008年1月15日，中共中央總書記胡錦濤在中國共產黨第十七屆中央紀律檢查委員會第二次全體會議上發表講話，表示今後會把反腐敗工作的成效看作是獲得民眾信任的重要指標，這是中國轉型發展近30年來首次明確提出的關於反腐敗目標的看法。中國共產黨召開十八次全國代表大會後，很多政治觀察人士對於習近平的改革舉措表示出乎意料。其中2014年9月11日，澳門大學社會科學學院助理教授陳定定在雜誌《外交學者》網站發表分析文章表示在不到2年時間裡，中國政府在計劃生育、勞動改造、戶口制度、反腐工作等領域都進行了改革。而在國際透明組織所發布的清廉印象指數中，中國的清廉印象指數自從2011年開始已經連續3年分數有所上升；不過2013年中國在清廉印象指數的得分爲40分，在176個國家中位列80名而屬於「嚴重腐敗」之列。但到了2014年，中国的清廉印象指數比上一年低了4分，得分为36分，排名更是从80名下滑到100名。外交部发言人回应：“2014年中国“清廉印象指数”评分和排名与中国反腐败取得举世瞩目成就的现实情况完全相背、严重不符。”并表示不承认国际透明组织的腐败指数标准。

### 言论管控
2008年以後中國共產黨在新聞自由和訊息公開上作出比較大的改善，例如相比2008年西藏騷亂的封閉作法，對於汶川大地震則給予外國記者較高的自由度報導新聞，這一做法也獲得許多國際新聞媒體的支持。之後發生的甕安騷亂事件也基本上得到及時的公開報導，而2008年喀什襲擊事件後也有相關的新聞採訪詢問，在前中共中央主席華國鋒逝世當天新華社也立即發布死訊。2008年6月20日，胡錦濤在考察《人民日報》時發表講話強調：「要完善新聞發布制度，健全突發公共事件新聞報導機制，第一時間發布權威信息，提高時效性，增加透明度，牢牢掌握新聞宣傳工作的主動權。……哪個國家都有負面，中國這麼大，負面的難以避免。我們會保持開放的心態，相信大家會對中國改革開放30年的主流進行充分估計、綜合評價。」
對於這次重要談話，中國人民大學新聞學院教授喻國明認為過去中華人民共和國最高領導人鮮少如此強調尊重新聞規律。不過無國界記者發布的2011年至2012年年度新聞自由指數中認為，中國共產黨所領導的中華人民共和國在179個國家中排名174位。而在《經濟學人》發布的2012年民主指數排名中，中華人民共和國排在167個國家中的142位，被歸於「獨裁政權」之列。另外中華人民共和國政府還建立了防火長城，對於網際網路進行審查而阻止民眾瀏覽部分網站，同時在中國國內還有出版物審查制度。而中國每年都會投入相當龐大的經費用於維穩，其中從2011年開始中國連續3年的維穩支出均高於軍費，2013年的預算中便高達7,690億元人民幣。

## 选举历史

### 全国人民代表大会
| 届次    | 中共中央主席/总书记 | 席次          | +/–    | 位次   |
| ------- | ------------------- | ------------- | ------ | ------ |
| 1954    | 毛泽东              | 1,046 / 1,226 |        | ━ 第一 |
| 1958-59 | 毛泽东              | 1,047 / 1,226 | ▲ 1    | ━ 第一 |
| 1963–64 | 毛泽东              | 2,668 / 3,040 | ▲ 1621 | ━ 第一 |
| 1974–75 | 毛泽东              | 2,615 / 2,885 | ▼ 53   | ━ 第一 |
| 1977–78 | 华国锋              | 3,116 / 3,497 | ▲ 501  | ━ 第一 |
| 1982–83 | 胡耀邦              | 1,861 / 2,978 | ▼ 1255 | ━ 第一 |
| 1987–88 | 赵紫阳              | 1,986 / 2,979 | ▲ 125  | ━ 第一 |
| 1993–94 | 江泽民              | 2,037 / 2,979 | ▲ 51   | ━ 第一 |
| 1997–98 | 江泽民              | 2,130 / 2,979 | ▲ 93   | ━ 第一 |
| 2002–03 | 胡锦涛              | 2,178 / 2,985 | ▲ 48   | ━ 第一 |
| 2007–08 | 胡锦涛              | 2,099 / 2,987 | ▼ 79   | ━ 第一 |
| 2012–13 | 习近平              | 2,157 / 2,987 | ▲ 58   | ━ 第一 |
| 2017–18 | 习近平              | 2,119 / 2,980 | ▼ 38   | ━ 第一 |

### 中国人民政治协商会议全国委员会
- 只计党派代表中拥有中国共产党党籍的委员数，不计拥有中国共产党党籍的其余界别委员数。以下记录包括中国人民政治协商会议第一届全体会议。

| 届次 | 中共中央主席/总书记 | 席次     | +/–  |
| ---- | ------------------- | -------- | ---- |
| 1949 | 毛泽东              | 16 / 142 |      |
| 1954 | 毛泽东              | 40 / 175 | ▲ 24 |
| 1959 | 毛泽东              | 60 / 276 | ▲ 20 |
| 1965 | 毛泽东              | 60 / 276 | ━    |
| 1978 | 华国锋              | 76 / 354 | ▲ 16 |
| 1983 | 胡耀邦              | 76 / 373 | ━    |
| 1988 | 赵紫阳              | 90 / 475 | ▲ 14 |
| 1993 | 江泽民              | 91 / 485 | ▲ 1  |
| 1998 | 江泽民              | 92 / 492 | ▲ 1  |
| 2003 | 胡锦涛              | 99 / 529 | ▲ 7  |
| 2008 | 胡锦涛              | 99 / 544 | ━    |
| 2013 | 习近平              | 99 / 544 | ━    |
| 2018 | 习近平              | 99 / 544 | ━    |

### 政治协商会议与制宪国民大会
- 只计党派代表中拥有中国共产党党籍的委员数，不计拥有中国共产党党籍的其余界别委员数。

| 届次    | 中共中央主席 | 席次      | 备注   |
| ------- | ------------ | --------- | ------ |
| 1946.1  | 毛泽东       | 7 / 38    |        |
| 1946.11 | 毛泽东       | 190 / 630 | 未出席 |

## 外部連結
- 中国共产党新闻网首页（页面存档备份，存于）（简体中文）
- 人民网（页面存档备份，存于）（简体中文）
- 慶祝中國共產黨成立103週年 - 中國軍網 （页面存档备份，存于）